# Al-Andalus
al-Andalus (in arabo الأَنْدَلُس‎?), ovvero la Spagna islamica, è il nome che gli Arabi dettero alla parte della penisola iberica e della Settimania, al Sud della Francia da essi controllata e governata.
L'opinione più diffusa afferma che il toponimo al-Andalus (da cui deriva anche il nome della regione dell'Andalusia) provenga da un ipotetico "Vandalusia" ('la terra dei Vandali'); nonostante ciò, uno studio più recente propone che il termine derivi piuttosto dall'espressione in lingua gotica Landahlauts ('lotti terrieri', cioè i "feudi" attribuiti ai nobili visigoti).

## Storia

### Le prime incursioni islamiche
I musulmani cominciarono a compiere incursioni e razzie sul territorio spagnolo visigoto tra la fine del VII e l'inizio dell'VIII secolo d.C., partendo dalle loro basi nel Maghreb, da poco conquistato. Secondo le cronache arabe il primo a organizzare spedizioni miranti alla pura e semplice razzia (ghazi) sarebbe stato il berbero musulmano Ṭarīf b. Mālik.
Nel 698 il califfo omayyade ʿAbd al-Malik ibn Marwān nominò Wālī della Mauretania il generale yemenita Mūsā b. Nuṣayr, che portò a termine la conquista dei territori berberi e migliorò la flotta per la futura conquista delle isole Baleari a danno dei Bizantini. Verso il 708 vi fu un tentativo di invasione da parte degli Arabi di Ifriqiya, che il re visigoto Witiza però respinse.
Nel 710 il successore di Witiza, Agila II, fu spodestato dal consiglio dei nobili, che elesse come re il duca di Betica, Roderico (conosciuto anche come Rodrigo). Agila dunque cercò l'alleanza del governatore cristiano di Ceuta, Giuliano (forse un esarca bizantino o addirittura un visigoto), che nelle cronache arabe viene indicato con il nome di Ilyan o Yulyân e che nutriva sentimenti di vendetta nei confronti di Roderico, responsabile (dice la leggenda) di aver violentato la sua bellissima figlia Florinda.
Attraverso Giuliano, Agila ottenne l'appoggio di Mūsā che delegò un suo cliente (mawlā), il Wālī berbero di Tangeri, Ṭāriq b. Ziyād a organizzare un piccolo esercito al suo comando e preparare l'invasione del regno dei Visigoti. Con le imbarcazioni concessegli da Giuliano, Ṭāriq trasportò sulla sponda europea due contingenti. I primi 7 000 soldati furono presto raggiunti da altri 5 000 uomini, sotto l'altura che da allora porta il nome del comandante: Jabal Ṭāriq, il monte di Ṭāriq (Gibilterra).

### La conquista islamica
L'esercito arabo-berbero attraversò lo stretto nella primavera del 711, e il 30 aprile 711, mentre Roderico si trovava impegnato a domare una rivolta dei Baschi, sobillati da Agila II, a Pamplona, nel Nord della Spagna. Le forze di Ṭāriq ibn Ziyād (circa 12 000 uomini, tra i quali 7 000 Berberi) sbarcarono sotto la rocca di Calpe, da allora chiamata Gibilterra (dall'espressione araba Jabal Ṭāriq, ossia monte di Ṭāriq) che occuparono assieme alla città di Algeciras (dall'espressione araba al-Jazīra, ovvero "la Penisola").
Ṭāriq si diresse verso Cordova, ma fu bloccato dalle truppe visigote comandate da Bencio, cugino del re. Quest'ultimo, pur sconfitto, continuò la resistenza, permettendo così a Rodrigo, informato dello sbarco con ben dieci giorni di ritardo, di portare le sue truppe a sud con un mese di marcia forzata. Nella valle del rio Salado, sulle rive del lago Janda, vicino alla città di Medina-Sidonia, avvenne la battaglia decisiva. I due eserciti si scontrarono il 19 luglio 711 nella battaglia del Guadalete, che si protrasse per ben otto giorni, dal 19 al 26 dello stesso mese. Alla fine, l'esercito di Rodrigo risultò sconfitto, comportando la fine del regno e, di lì a poco, dello stesso re Roderico.
Secondo le cronache arabe, i nemici cristiani furono passati tutti a fil di spada dai vincitori musulmani e gettati nel fiume. La vittoria fu favorita anche dal sostegno di molti avversari di Roderico, come il già citato Agila, e Oppas, fratello del defunto Witiza. Questa battaglia mise fine al Regno visigoto e aprì, in modo facile e inatteso, le porte all'occupazione araba della penisola iberica. Roderico, secondo alcuni morì in battaglia, mentre secondo altri si salvò.
I musulmani, appoggiati dalla popolazione ebraica, che negli anni precedenti era stata perseguitata, continuarono ad avanzare e arrivarono a Toledo, senza incontrare molta resistenza. Agila II, che sperava di poter rientrare in possesso del regno, fu costretto a ritirarsi al Nord. Mūsā intervenne nelle vicende della penisola iberica, o perché chiamato da Ṭāriq, che si sentiva minacciato da un esercito visigoto (sembra guidato da Roderico) che si era raccolto a Medina-Sidonia, oppure perché invidioso del rapido successo del suo generale.
Nel 712 Musa, accompagnato dal figlio ʿAbd al-ʿAzīz b. Mūsā e con un esercito di 18.000 uomini, attraversò lo stretto di Gibilterra e procedette alla conquista del restante territorio del Regno visigoto: occupò Medina-Sidonia, Carmona e Siviglia. In seguito, attaccò Mérida, ponendo l'assedio alla città che resistette un anno (sino al 30 giugno 713). Da Mérida, Mūsā, si diresse a Toledo, dove si ricongiunse a Tariq.
Sempre nello stesso anno propose ad Agila II di riconoscersi vassallo del califfo in cambio di tutte le terre e i beni che gli erano stati confiscati da Roderico. Quella che doveva essere una scorreria per conquistare un notevole bottino si era trasformata in guerra di conquista. I Visigoti cominciarono a opporre una generale resistenza: la ribellione di Siviglia dovette essere domata dal figlio del califfo ʿAbd al-ʿAzīz. Mūsā si diresse invece nella zona di Mérida, dove Rodrigo (secondo gli storici arabi ripresi da Saavedra) si era ritirato e dove Mūsā fu raggiunto da Ṭāriq.
Le forze musulmane congiunte di Mūsā e Ṭāriq attaccarono Rodrigo, costringendolo alla battaglia nei pressi di Segovia, nella provincia di Salamanca, dove lo sconfissero e lo uccisero. Mūsā tornò quindi a Toledo che si era ribellata e dove Agila II, dopo l'occupazione, accettò la proposta di Mūsā di riconoscersi vassallo del Califfo di Damasco. Nel 714, Mūsā e Ṭāriq occuparono Saragozza e avanzarono sino a Lérida. Quindi si separarono: Mūsā si diresse nelle Asturie, occupando León, Astorga e Zamora e quindi arrivò sino a Lugo.
Al suo ritorno a Siviglia, Mūsā fu richiamato a Damasco, per rendere conto del suo operato, dal califfo al-Walīd I. Il figlio, ʿAbd al-ʿAzīz, nominato wālī, dipendente dal Wālī di Ifrīqiya, continuò l'opera del padre. Le truppe musulmane, sostenute dagli ebrei, che erano stati duramente perseguitati dai Visigoti, tra il 715 e il 716, con la conquista di Tarragona riuscirono nell'occupazione di quasi tutta la penisola.

### I Wālī omayyadi
Al-Ḥurr ibn ʿAbd al-Raḥmān al-Thaqafī, che, appena nominato aveva spostato, nel 716, la capitale da Siviglia a Cordova, fu il Wālī che portò a termine la conquista della penisola Iberica, occupando Barcino (Barcellona), ultimo baluardo dei Visigoti, nel 718. Contemporaneamente, nelle regioni dei monti Cantabrici, a Cangas de Onís, don Pelagio de Favila, iniziò un'aperta ribellione, che coagulò intorno a lui tutti i Visigoti dissidenti, gettando in tal modo, le basi del Regno delle Asturie.
Al-Samh ibn Malik al-Khawlani fu il Wālī che conquistò Narbona uccidendo l'ultimo re dei Visigoti, Ardo, nel 721. Nello stesso anno, al-Samḥ lasciò Narbona e si diresse su Tolosa, a cui pose l'assedio; ma all'improvviso piombò sugli assedianti il duca Oddone (o Eude) d'Aquitania, con le sue truppe e i cavalieri di Neustria, che il 9 giugno del 721 (Battaglia di Tolosa) sbaragliarono l'esercito di al-Samḥ, che nel combattimento perse la vita.
Il wali ʿAnbasa ibn Suḥaym al-Kalbī riuscì a occupare tutto il regno che era stato dei Visigoti, nel Nord della Spagna, scontrandosi con la resistenza organizzata nelle montagne della Cantabria e delle Asturie dal duca Pietro di Cantabria e da Pelagio, primo sovrano delle Asturie. Nel 722 i musulmani vennero sconfitti a Covadonga: per i cronisti cristiani fu un importante fatto d'armi che diede inizio alla Reconquista, mentre per quelli musulmani fu un episodio talmente insignificante da non essere neppure citato. Nel 725 ʿAnbasa si mise alla testa delle operazioni: partendo dalla base di Narbona, occupò tutta la Settimania sino a Nîmes.
ʿAbd al-Raḥmān ibn ʿAbd Allāh al-Ghāfiqī fu il wālī che, nel 732, attraversò i Pirenei penetrò in Aquitania, e approfittando delle difficoltà del duca d'Aquitania Oddone (che era impegnato contro i Franchi di Carlo Martello), lo sconfisse nella battaglia di Bordeaux. Dopo la conquista, il saccheggio e l'incendio di tutte le chiese di Bordeaux, proseguì verso Tours. Allora Oddone implorò l'aiuto di Carlo, il quale accorse e si attestò alla confluenza dei fiumi Clain e Vienne.
I due eserciti si fronteggiarono per sette giorni e finalmente, un sabato di ottobre del 732 si scontrarono vicino a Poitiers. Pur superiore di numero, l'esercito di ʿAbd al-Raḥmān fu rovinosamente sconfitto dai Franchi di Carlo Martello e il generale ʿAbd al-Raḥmān, che era una persona molto amata sia dal suo popolo sia dai suoi soldati, perse la vita nel corso della battaglia.
Nei dieci anni che seguirono, i wālī continuarono a combattere Oddone I d'Aquitania, sia in Aquitania sia in Navarra, dove Pamplona fu persa e ripresa diverse volte.

La provincia di al-Andalus nel 750

Seguirono cinque anni di guerra civile che, oppose i Siriani e gli Yemeniti ai Berberi e poi gli Yemeniti ai Siriani, sino a che fu eletto wālī Yūsuf ibn ʿAbd al-Raḥmān al-Fihrī, che pose termine alla guerra civile. Fu l'ultimo Wālī alle dipendenze (formali) del califfo omayyade di Damasco. Dopo che il Wālī di Qayrawān, Hanzala ibn Safwān, nel 745, aveva abbandonato l'Ifriqīya, al-Andalus si era resa praticamente indipendente dal Wālī di Ifrīqiya e conseguentemente dal califfo di Damasco; indipendenza che si rafforzò nel 750, quando la famiglia degli Omayyadi fu massacrata dai partigiani della famiglia dagli Abbasidi, che la sostituirono sul trono del califfato di Damasco.

### L'emirato

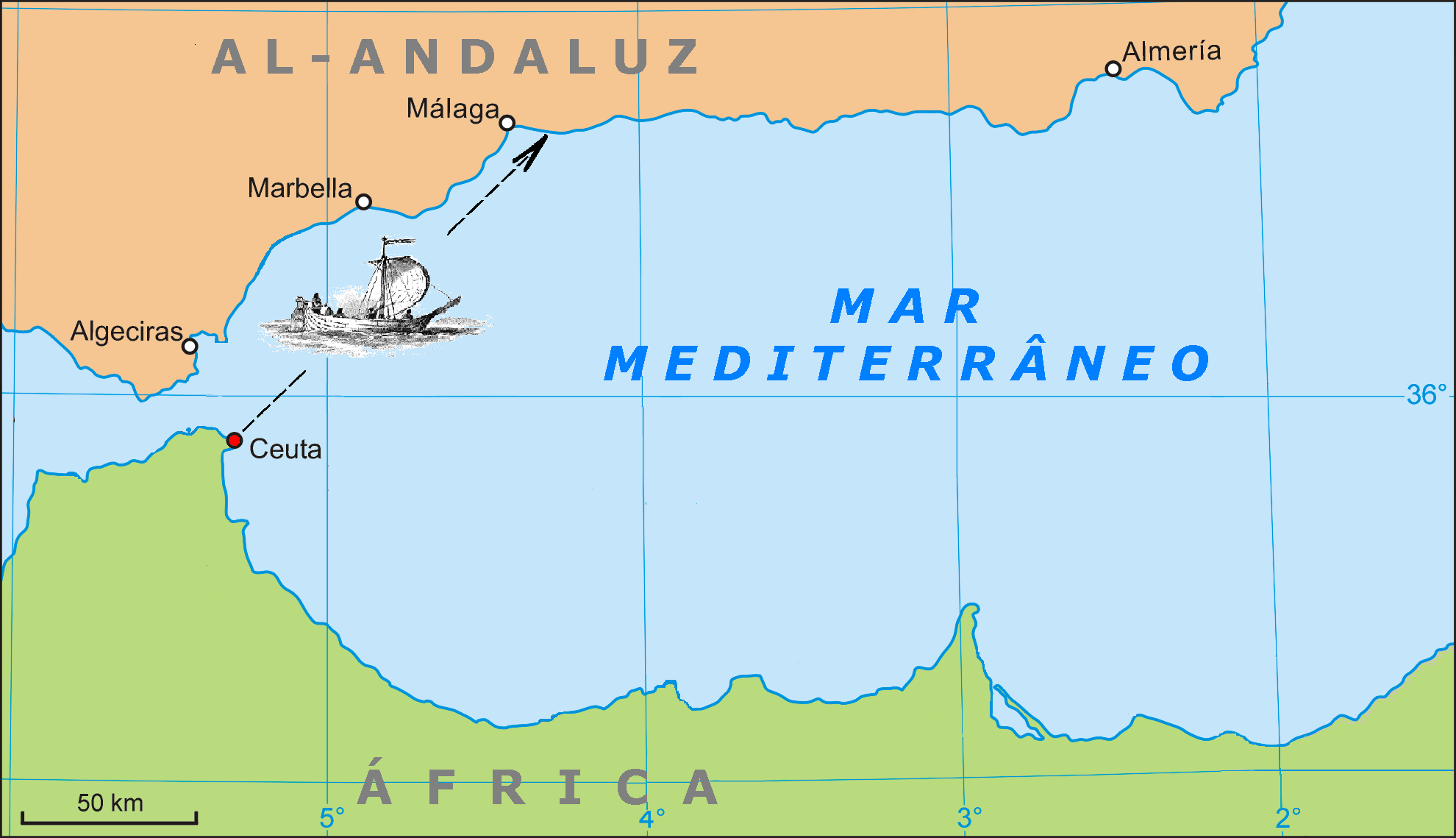
Partito da Ceuta, ʿAbd al-Raḥmān sbarcò nel settembre del 755 ad Almuñécar, in al-Andalus, a est di Malaga

Nel 753 arrivò in Ifrīqiya ʿAbd al-Raḥmān ibn Muʿāwiya (figlio di una berbera), uno dei pochi Omayyadi sopravvissuti al massacro della sua famiglia, operato dagli Abbasidi.
Nel 755 ʿAbd al-Raḥmān, che nel frattempo, tramite i suoi emissari, si era alleato alla fazione araba yemenita, rivendicò il suo diritto di assumere la dignità di Emiro di al-Andalus.
Nello stesso anno ʿAbd al-Raḥmān sbarcò a Almuñécar. Il wālī Yūsuf avrebbe voluto attaccare subito il pretendente all'Emirato di al-Andalus, ma la diserzione di buona parte del suo esercito, lo convinse ad aprire dei negoziati con ʿAbd al-Raḥmān, che però fallirono.
L'anno seguente, nel marzo, ʿAbd al-Raḥmān e i suoi alleati yemeniti entrarono in Siviglia e si avviarono verso Cordova sulla riva sinistra del Guadalquivir, mentre Yūsuf lo seguiva sulla riva destra. Giunto a Mosara, ʿAbd al-Raḥmān decise di dare battaglia, attraversò il fiume, e cogliendolo di sorpresa, sconfisse Yūsuf e i suoi alleati (tra cui i Banū Qasī), nella battaglia di al-Musara, il 15 maggio 756.
ʿAbd al-Raḥmān non permise il saccheggio del campo nemico e trattò con magnanimità la famiglia di Yūsuf. Nello stesso mese di maggio, dopo difficili negoziati, Yūsuf riconobbe emiro di al-Andalus ʿAbd al-Raḥmān, che entrò a Cordoba e fu riconosciuto emiro di al-Andalus da gran parte dei maggiorenti del regno.

#### ʿAbd al-Raḥmān Ial-Dākhil

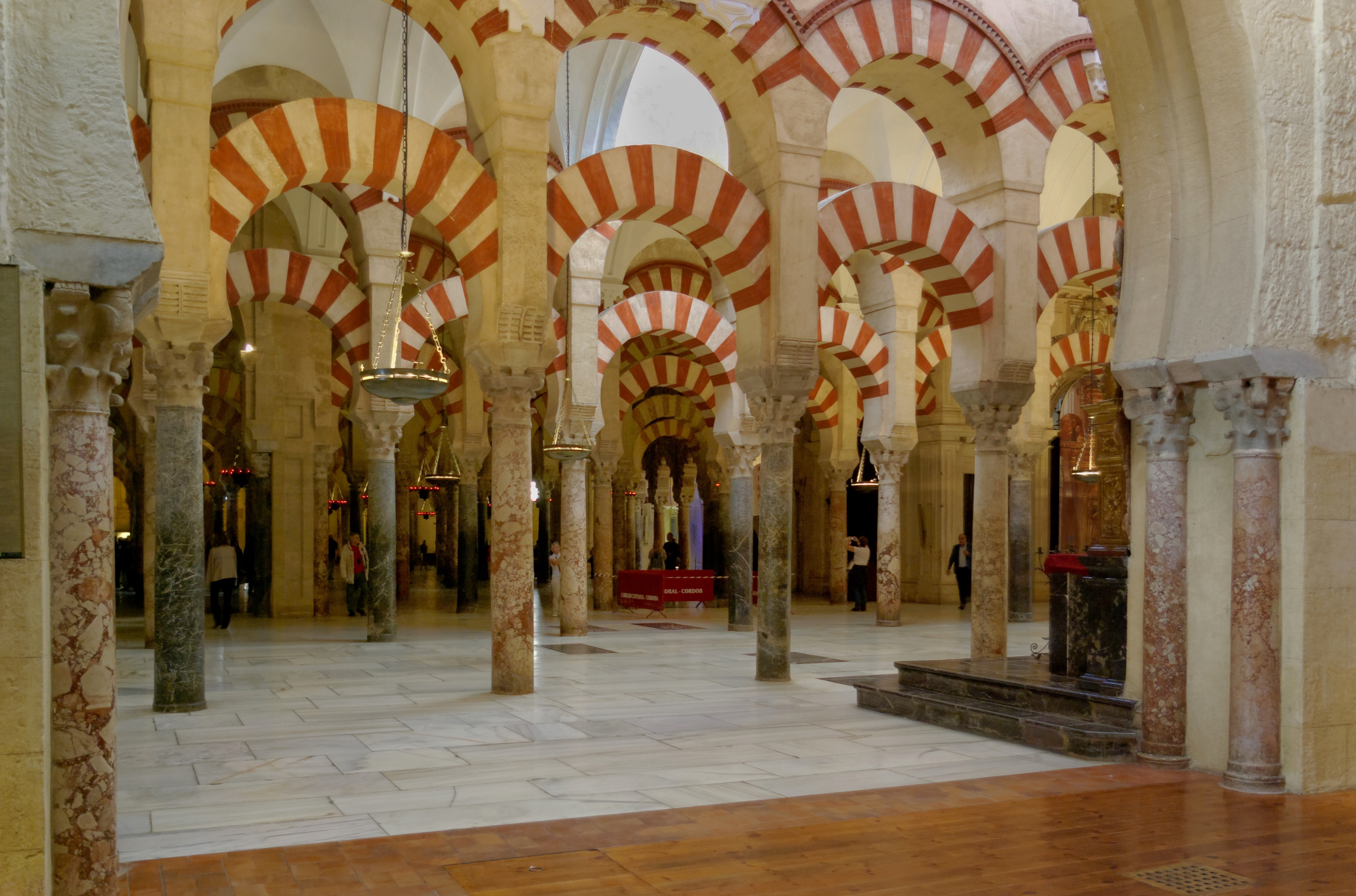
La Grande Moschea di Cordova (interno)

ʿAbd al-Raḥmān I al-Dākhil, "l'Immigrante", diventò il primo emiro indipendente da Baghdad, insediandosi nell'Alcazar (dall'arabo al-Qaṣr, "il Palazzo") di Cordova.
Il suo governo fu caratterizzato da un continuo impegno bellico per stroncare qualsiasi forma di opposizione, senza peraltro adottare una linea d'intransigente fermezza (tipica, invece, di suo nipote al-Ḥakam I). La prima e più terribile rivolta fu quella degli yemeniti che iniziò nel 756 per il mancato saccheggio del campo nemico ad al-Musara e che terminò nel 764 con la resa di Toledo. L'opposizione si espresse anche nel tentativo di rivalsa dello sconfitto governatore Yūsuf, che fu battuto però ancora una volta nel 758 presso Toledo e morì in battaglia l'anno successivo, nonché nelle ribellioni ordite dai discriminati Berberi andalusi e nelle incursioni organizzate dal regno cristiano delle Asturie che sperava di prendersi una pronta e decisiva rivincita dopo che la conquista islamica aveva costretto Pelagio e i suoi successori, Favila e Alfonso I delle Asturie, ad asserragliarsi nel Settentrione cantabrico e asturiano della penisola Iberica.
I Berberi iniziarono la rivolta nel 764, capeggiati da un maestro di scuola di nome Chaqya, che si spacciava per un discendente di ʿAlī e di Fāṭima; nel 770, subirono una tremenda sconfitta sulle rive del fiume Bembezar, dove morirono in 30 000. La rivolta fu completamente domata solo nel 774, alla morte di Chaqya, assassinato da un suo seguace.
Nel corso del governo di ʿAbd al-Raḥmān I al-Dākhil si ebbe anche l'ingresso in Spagna di Carlo Magno. Fu esortato a intervenire da un gruppo di musulmani, guidati dal wālī di Barcellona; ribelli all'autorità dell'Emiro, indussero il sovrano franco a porre l'assedio a Saragozza nel 778.
ʿAbd al-Raḥmān I non ebbe necessità d'intervenire, perché Carlo fu richiamato nella Marca Orientale del regno Franco dalle notizie d'una pericolosa rivolta dei Sassoni, da poco sottomessi. Il loro condottiero, Vitichindo, era rientrato in Sassonia e stava marciando su Colonia. Quindi Carlo Magno, nel 778, ripassò i valichi pirenaici da cui aveva fatto ingresso nel territorio dell'emirato, esponendo nella battaglia di Roncisvalle la sua retroguardia ai devastanti colpi dei Baschi.
ʿAbd al-Raḥmān riprese il possesso di Saragozza, sconfisse i Baschi e costrinse il conte di Cerdagna a divenire suo tributario.
I rapporti con i rivali Abbasidi furono di ostilità, ma più teorica che pratica. Se infatti al-Manṣūr aveva armato il capo arabo al-ʿAlāʾ ibn Mughīth nel 763, il tentativo abbaside di recuperare al-Andalus fallì in un combattimento svoltosi presso Carmona, poco distante da Siviglia. ʿAbd al-Raḥmān progettò anch'egli di tornare in Oriente per abbattere la dinastia rivale e nel 780 i preparativi opportuni furono avviati. La situazione però a Saragozza era talmente complessa da richiedere ogni sua attenzione e ogni suo sforzo e infine l'Emiro fu costretto ad accantonare per sempre il suo piano.
ʿAbd al-Raḥmān I avviò la costruzione della grande moschea, che sarà terminata nel X secolo

#### Hishām I
Figlio di Abd al-Raḥmān I, Hishām I dovette affrontare la ribellione dei fratelli Sulaymān e ʿAbd Allāh, che terminò all'assedio di Toledo in cui i due fratelli si dovettero arrendere e furono generosamente esiliati in Maghreb.
Durante il suo regno la maggior parte dei fuqahāʾ (esperti di diritto canonico), aderì alla scuola giuridica del malikismo, sorta in Oriente, contribuendo a renderla molto influente.
Sul fronte esterno l'Emiro non allentò la sua pressione nei confronti dei cristiani Asturiani, all'epoca governati prima da Bermudo I e poi da Alfonso II.
Senza successo si era conclusa invece, nel 793, una campagna in Settimania, con il tentativo arabo di impadronirsi di Narbona (persa sotto il regno di suo padre), dopo che Gerona (che nel 785 si era consegnata ai Franchi) era stata presa e occupata.
L'anno seguente i Franchi, passati i Pirenei, dopo la riconquista di Gerona, avanzarono vittoriosamente verso occidente, occupando territori e fortificandoli in molti punti. Nel 795, Carlo Magno costituì la marca di Spagna.

#### al-Ḥakam I

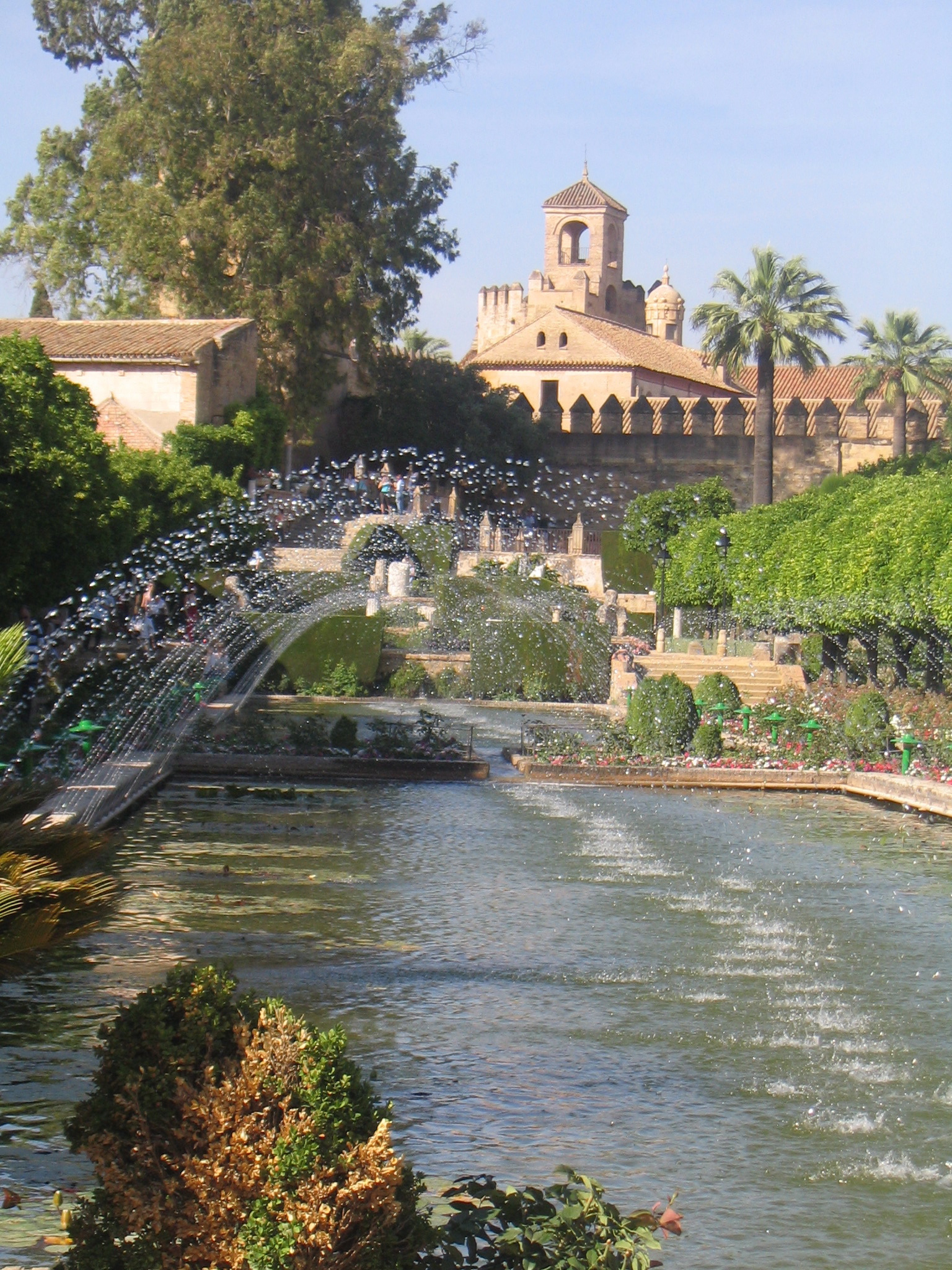
La fontana dell'Alcazar di Cordova

Figlio di Hishām I, al-Ḥakam I dovette, per gli oltre venticinque anni di regno, reprimere sollevazioni e rivolte, a iniziare da quella degli zii, Sulaymān e ʿAbd Allāh. Si rivoltarono i Banū Qasī, al Nord dell'emirato. Quindi fu la volta di Toledo, i cui fermenti insurrezionali si tradussero nel "Massacro del Fossato". Infine, si ribellò il Sud: a Mérida le agitazioni durarono oltre sette anni, ma la repressione culminò nel massacro del rabad (sobborgo) di Cordova. L'Arrabal del Sur fu circondato e le guardie dell'emiro si abbandonarono a una mattanza che durò tre giorni, con un numero di morti incalcolabile, a cui seguì l'esecuzione di altri 300, fra gli abitanti più facinorosi. Dopodiché al-Ḥakam I ordinò che tutti gli abitanti dell'Arrabal del Sur lasciassero l'emirato entro tre giorni, pena la crocifissione: circa 8 000 famiglie si stabilirono a Fez in Marocco, mentre circa altre 15 000, passate in Maghreb, dopo aver combattuto contro i beduini, si impadronirono inizialmente di Alessandria, e, dopo essere stati sconfitti e scacciati dagli Abbasidi, attaccarono e conquistarono l'isola di Creta, dove fondarono l'omonimo emirato indipendente sotto la guida di Abū Ḥafṣ ʿOmar al-Ballūṭī.
Nei 25 anni impegnati a domare tali insurrezioni interne, al-Ḥakam I ebbe poco tempo per le offensive contro il regno cristiano delle Asturie. Comunque il suo generale ʿAbd al-Karīm ibn Mughīt colpì, nel 796, la Vecchia Castiglia (al-Qilāʿ nelle fonti arabe) e, dopo un rovescio patito nell'801, nell'803, al-Andalus tornò a effettuare incursioni estive (ṣāʾifa) in profondità, per reiterare l'azione, nell'808 e, su scala assai maggiore, nell'816.

#### ʿAbd al-Raḥmān II

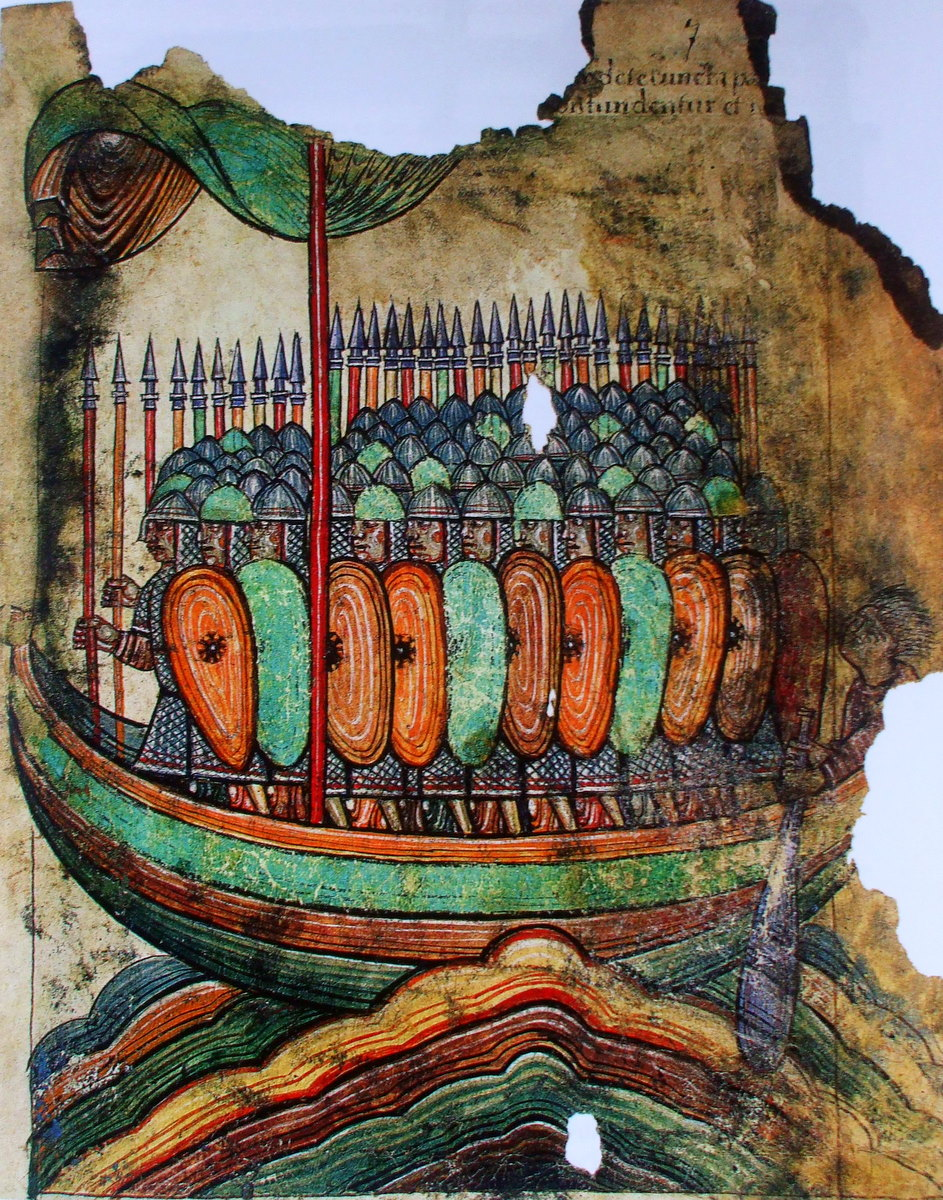
Vichinghi armati pronti allo sbarco dal loro drakkar. 1100 ca.

Succeduto al padre, ʿAbd al-Raḥmān II fu assorbito dal continuo impegno bellico, con ṣāʾifa e perfino con campagne invernali che penetrarono in profondità nei territori cristiani, contro il regno cristiano asturleonese e contro il suo re Alfonso II, del quale bloccò la pericolosa spinta verso meridione. Inoltre al-Andalus dispiegò un efficiente impegno bellico, che, tra l'822 e l'828, portò il suo esercito a saccheggiare più volte la marca di Spagna.
Al-Andalus inviò e ricevette delegazioni diplomatiche di vari paesi, comprese quelle degli staterelli maghrebini con cui tentò di mantenere relazioni cordiali. Lo stesso Impero bizantino, per cercare alleati contro i loro avversari abbasidi, sollecitò rapporti cordiali con Cordova che di Baghdad restava fiera avversaria.
Nell'837 l'emirato di ʿAbd al-Raḥmān II represse la rivolta cristiana mozaraba ed ebraica a Toledo (e più tardi subì la radicale opposizione dei mozarabi della capitale, che produsse i fatti dei "Martiri di Cordova").
Nell'844 riuscì a respingere il rovinoso sbarco dei Vichinghi (dagli arabi chiamati majűs). Questi saccheggiarono le coste andaluse e inizialmente avevano colto di sorpresa l'Emirato: sbarcati a Cadice, penetrando attraverso il Guadalquivir (Wadī al-Kabīr, "Il Grande fiume"), conquistarono Siviglia, con l'eccezione della cittadella, e quindi attaccarono Cordova, dove vennero sconfitti e respinti. Ciò indusse al-Andalus ad assumersi l'onere finanziario di un'imponente cantieristica. Siviglia fu dotata di un arsenale in grado di armare una potente flotta, che mantenne per secoli il dominio delle acque del Mediterraneo occidentale. Inoltre rafforzò l'allevamento dei cavalli: al-Andalus espresse una delle più efficienti cavallerie militari di tutto il Medioevo europeo.
Durante l'Emirato, al-Andalus conobbe un'imponente crescita tanto sociale ed economica quanto culturale. L'ambiente di corte era del tutto simile a quello abbaside (alla sua corte vissero Ziryāb, ʿAbbās b. Firnās e Yaḥyā ibn al-Ḥakam, detto al-Ghazal, "Gazzella", per la sua bellezza). ʿAbd al-Raḥmān II promosse le arti e ampliò la committenza architettonica, trasformando profondamente il volto di Cordova che si avviò a diventare una delle più importanti città del mondo islamico.

#### Muhammad I, al-Mundhir e ʿAbd Allāh
Negli anni del governo di Muḥammad I ibn ʿAbd al-Raḥmān, figlio di ʿAbd al-Raḥmān II si ebbero continue rivolte e movimenti separatisti dei muladì e dei cristiani che vivevano in zone a maggioranza araba (mozarabi). I Banū Qasī, con a capo Mūsā b. Mūsā, alleatisi con la famiglia Arista della Navarra, si ribellarono all'emirato di Cordova e proclamarono la loro indipendenza. Musa si autoproclamò: «Terzo re di Spagna» (dopo Muḥammad I e Ordoño I delle Asturie).
Ibn Marwān rientrò nella sua terra di origine (Mérida), ribellandosi all'emiro. Questi, non riuscendo a reprimere la ribellione, permise a Ibn Marwān di costruirsi una città libera da imposte e indipendente dall'emirato di Cordova. Ibn Marwān fondò la città di Badajoz nell'875 nel bosco della Muela, su una sponda del fiume Guadiana, nella regione occidentale della penisola iberica, che fu detta in arabo Gharb al-Andalus ("l'occidente di al-Andalus") e che corrisponde a gran parte del territorio del Portogallo. La città di Badajoz fu dotata di un'alcazaba. Anche Toledo, appoggiata dal re delle Asturie Ordoño I si ribellò all'emiro, ma subì una sconfitta nella battaglia di Guazalete. Infine, nell'880, ʿUmar b. Ḥafṣūn diede inizio a una rivolta che sarà soffocata soltanto nel 928, al tempo dell'emiro ʿAbd al-Raḥmān III ibn Muḥammad.
Il figlio di Muḥammad I, al-Mundhir b. Muḥammad I, durante il governo del padre, ebbe il comando delle operazioni militari e combatté, nell'anno 865, contro il re delle Asturie Ordoño I, nella valle del Duero, e sulla via del ritorno a Cordova, sconfisse, a Burgos, il conte di Castiglia, Rodrigo. Tentò di conquistare León e Astorga, però fu battuto a Valdemora, nell'878, dal re delle Asturie Alfonso III. Organizzò una spedizione contro i Banū Qasī, alleatisi col re delle Asturie, Alfonso III, ma venne sconfitto, nell'883. Nell'884, portò a termine le operazioni militari contro Ibn Marwan, cacciandolo da Badajoz. Regnò per soli due anni, continuando a combattere, senza esito, contro il ribelle Umar ibn Hafsun.
Gli succedette sul trono il fratello ʿAbd Allāh ibn Muḥammad, che, a quanto pare, lo aveva fatto avvelenare. Il governo di Abd Allah fu caratterizzato da continue guerre tra arabi, berberi e muladí. Il suo potere di emiro fu esercitato solo nella zona di Cordova, mentre nel resto di al-Andalus governavano famiglie ribelli che non accettavano la sua autorità. In tutte le città si erano formate due fazioni: gli arabi e gli spagnoli (sia musulmani sia cristiani), che si combattevano tra loro. Comunque il problema più grave, anche più del regno asturleonese, per ʿAbd Allāh fu costituito da Ibn Ḥafṣūn, che controllava le province di Rayyo (dove si trovava Bobastro), di Elvira (dove sorgeva Granada) e di Jaén, e che si era alleato con i Banu Qasi e con il re delle Asturie Alfonso III e che gli tenne sempre testa.

### Il califfato

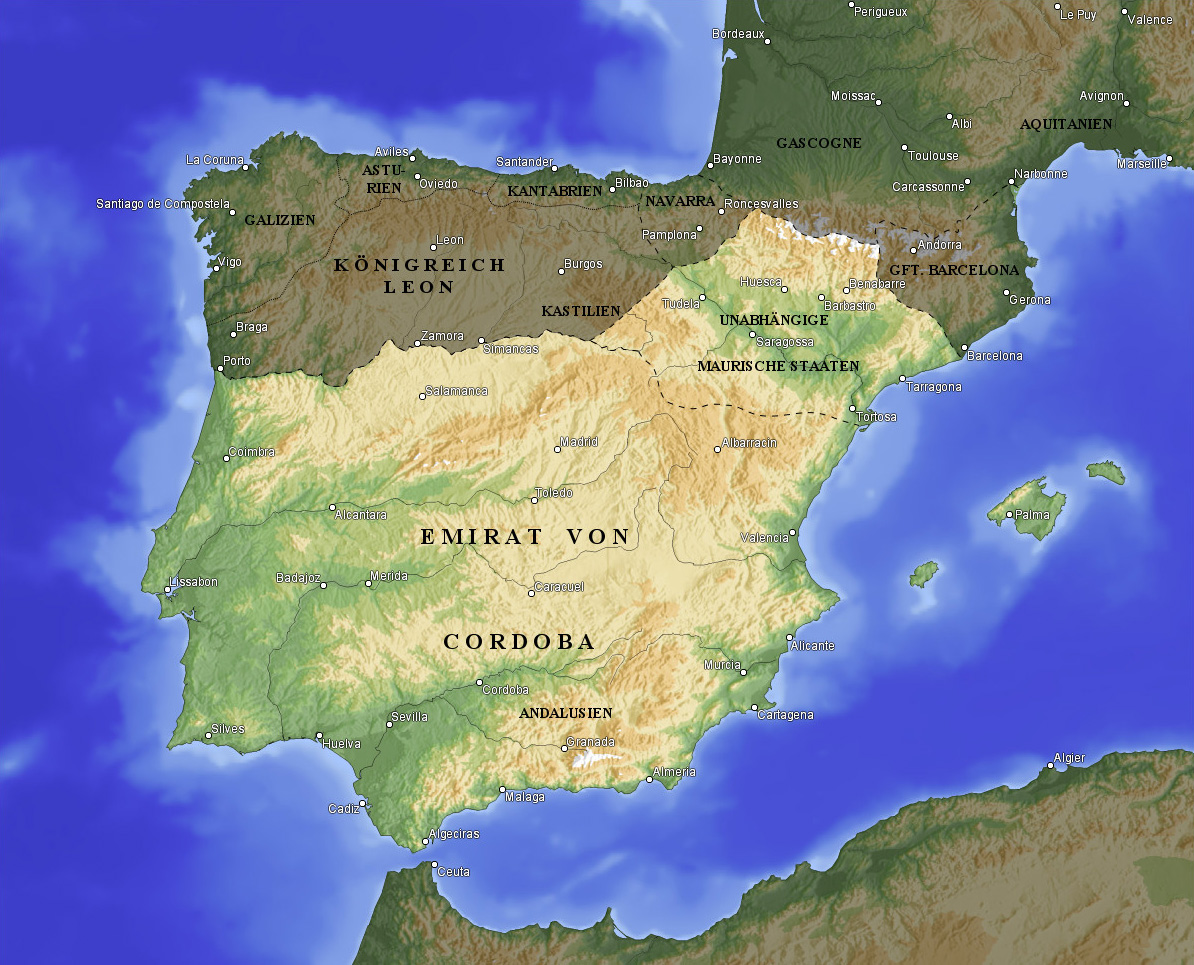
L'emirato (dal 929 califfato) di Cordova nel 910, all'inizio del regno di Abd al-Rahman III

Succeduto al nonno ʿAbd Allāh all'età di 23 anni, ʿAbd al-Raḥmān III con la "campagna di Monteleón" conquistò 70 piazzeforti cristiane e 300 postazioni di minor rilevanza. Nel 917 fu sconfitto a San Esteban de Gormaz dalle forze congiunte del re asturleonese Ordoño II e del sovrano di Navarra Sancho I Garcés. Tuttavia l'anno dopo ʿAbd al-Raḥmān III si prese una rivincita nei pressi di Mitonia (nel Nord della Catalogna). Nel 920 sconfiggeva ancora le forze cristiane dei due re alla battaglia di Valdejunquera nella valle del fiume Junquera (a sud-est di Pamplona). Nel 924 colpiva il Regno di Navarra, saccheggiandone la capitale Pamplona, evacuata da tutti i suoi abitanti.
Contemporaneamente pacificò l'Emirato, stroncando la pericolosa insurrezione di ʿUmar b. Ḥafṣūn, che morì nel 917; ma la lotta fu proseguita dai figli, che si arresero solo dopo la caduta di Bobastro (Malaga), il 21 gennaio 928.

#### ʿAbd al-Raḥmān III

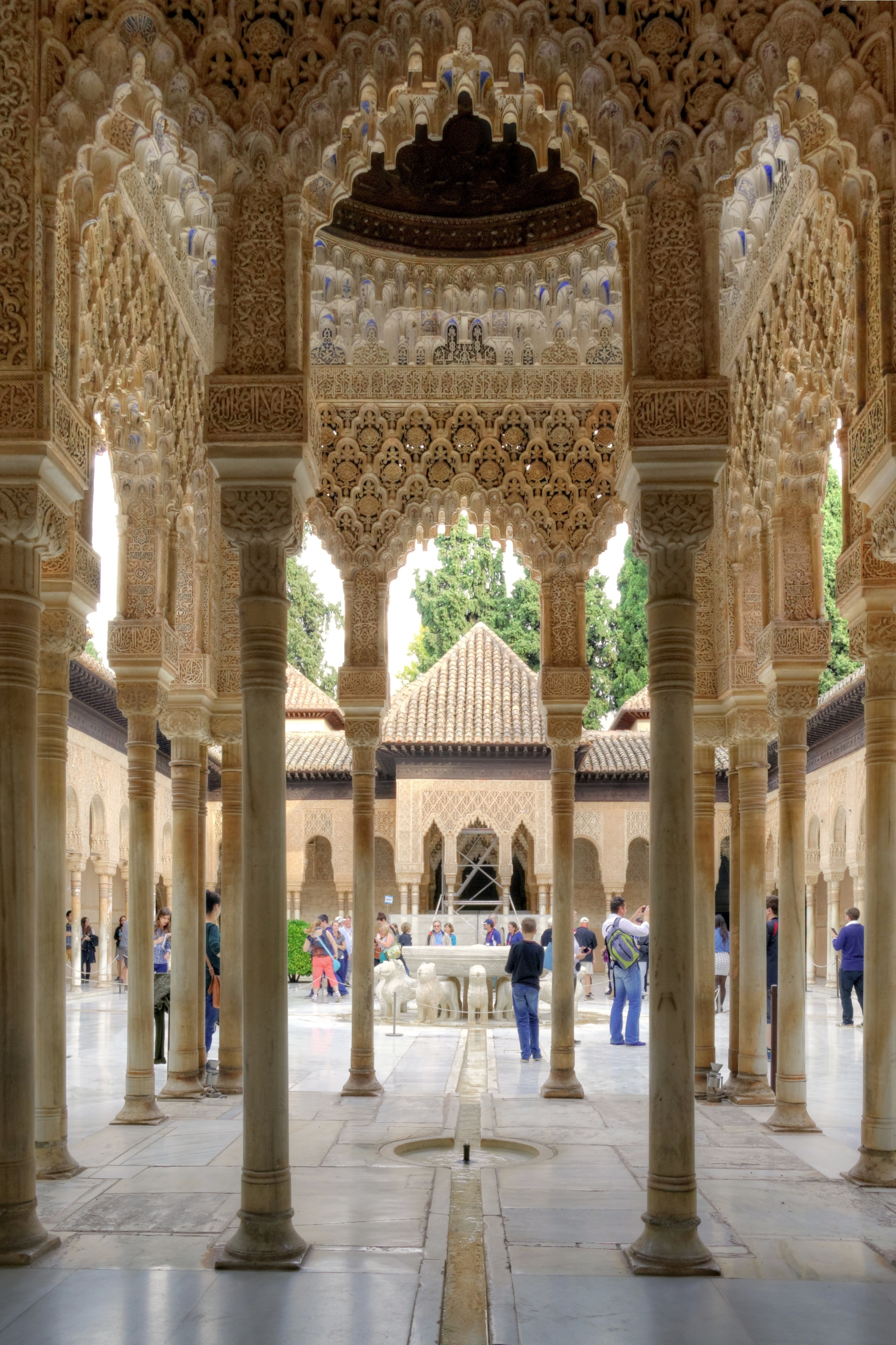
Patio dei Leoni. Alhambra (Granada)

Nel 929 ʿAbd al-Raḥmān III si proclamava califfo con l'appellativo onorifico (laqab) di al-Nāṣir li-dīn Allāh (Il vincitore per la religione di Dio). In quel momento la Umma islamica aveva così tre califfi: quello abbaside di Baghdad, quello fatimide del Cairo e quello andaluso di Cordova.
Dopo la caduta della roccaforte di Bobastro e la sottomissione di Ibn Marwān (930) e dopo la riconquista a tutti gli effetti di Toledo (932), ʿAbd al-Raḥmān III poté considerare il suo regno pacificato e unito. Allora il califfo poté organizzare le sue azioni per contrastare la crescente potenza Fatimide in Nordafrica. In quest'ottica fu conquistata nel 931 Ceuta (Sibta in arabo). I berberi, sotto il comando di Abū Yazīd, riuscirono a sconfiggere i Fatimidi, si impadronirono di una parte di territorio e riconobbero la sovranità spirituale di ʿAbd al-Raḥmān III, che li aveva aiutati. Il dominio dei berberi però duro poco, poiché la dinastia fatimide recuperò in breve tempo tutti i territori perduti.
Nel 932 riprese la guerra contro il Regno di León, il califfo ʿAbd al-Raḥmān respinse il re Ramiro II, che portava aiuto a Toledo, che capitolò. Nel 934, dopo essere passato da Pamplona (dove obbligò la regina reggente di Navarra Toda a un formale atto di sottomissione) e da Álava, lo costrinse a indietreggiare sino a Burgos, dopo che, nel 932, il suo esercito era stato sconfitto da Ramiro, nei pressi di Osma. Nel 937 conquistò una trentina di castelli ai Leonesi. Si rivolse poi contro la Navarra, imponendo nuovamente il vassallaggio alla regina Toda. Affrontò quindi Muhammad ibn Hashim at-Tugibi, governatore di Saragozza, che si era alleato con il re di León Ramiro II; occupò la città e perdonò Muhammad. ʿAbd al-Raḥmān aveva raggiunto il culmine della sua potenza: tutta la penisola iberica, eccetto il León e parte della Catalogna era sottomessa a lui.
Nel 939, ʿAbd al-Raḥmān III, al-Nāṣir li-dīn Allāh subì una disfatta da Ramiro II, alleato a Toda di Navarra, nella battaglia di Simancas, dopo la quale, per i gravi pericoli corsi, non volle più partecipare in prima persona alle operazioni belliche.
Tra il 951 e il 952 sottoscrisse la pace col re di León Ordoño III per avere mano libera contro i Fatimidi, ma non riuscì che a fare una spedizione contro l'Ifrīqiya, nella zona di Tunisi.
Sotto ʿAbd al-Raḥmān III, la flotta, che aveva come porto principale Almería, diventò la più potente del Mediterraneo. Le scorrerie, condotte sotto la guida di capitani chiamati alcaides si spinsero sino in Galizia, nelle Asturie e anche in Nordafrica: la pirateria musulmana era il terrore del Mediterraneo.
Grazie al periodo di pace garantito dal califfo, che arricchì la biblioteca reale, Cordova divenne il centro intellettuale dell'Occidente. Tra le sue principali realizzazioni civili vi fu la costruzione, nelle vicinanze di Cordova, della città reale di Madīnat al-Zahrāʾ (dal nome dell'amante preferita del califfo, di nome appunto al-Zahrāʾ, che però può anche significare "Città dei fiori").

#### al-Ḥakam II

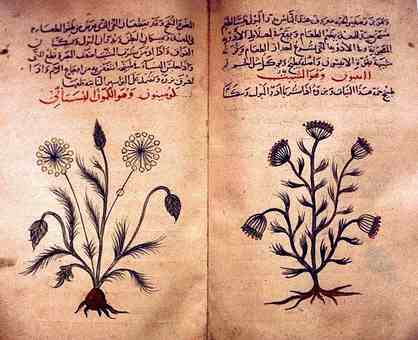
Erbario (dalla traduzione araba del Libro dei semplici, ovvero Materia Medica, di Dioscoride. British Museum di Londra)

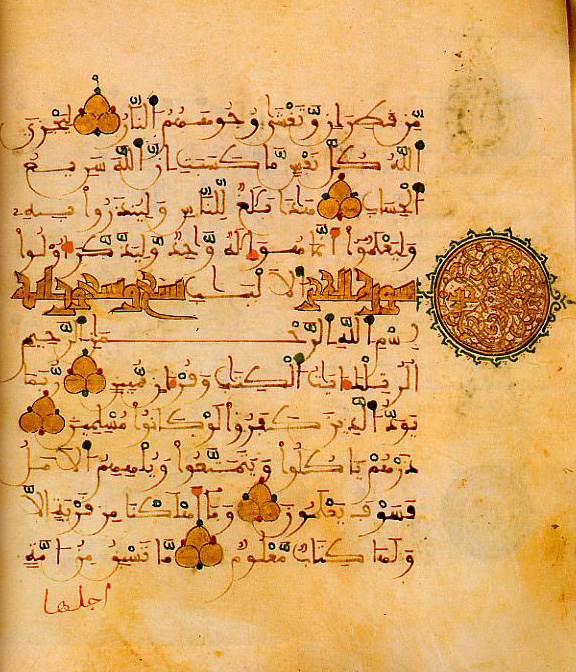
Volume di un esemplare del Corano vergato in al-Andalus

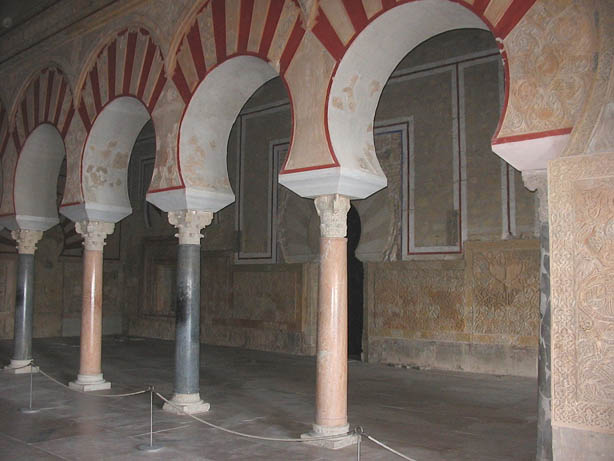
Madīnat al-Zahrāʾ

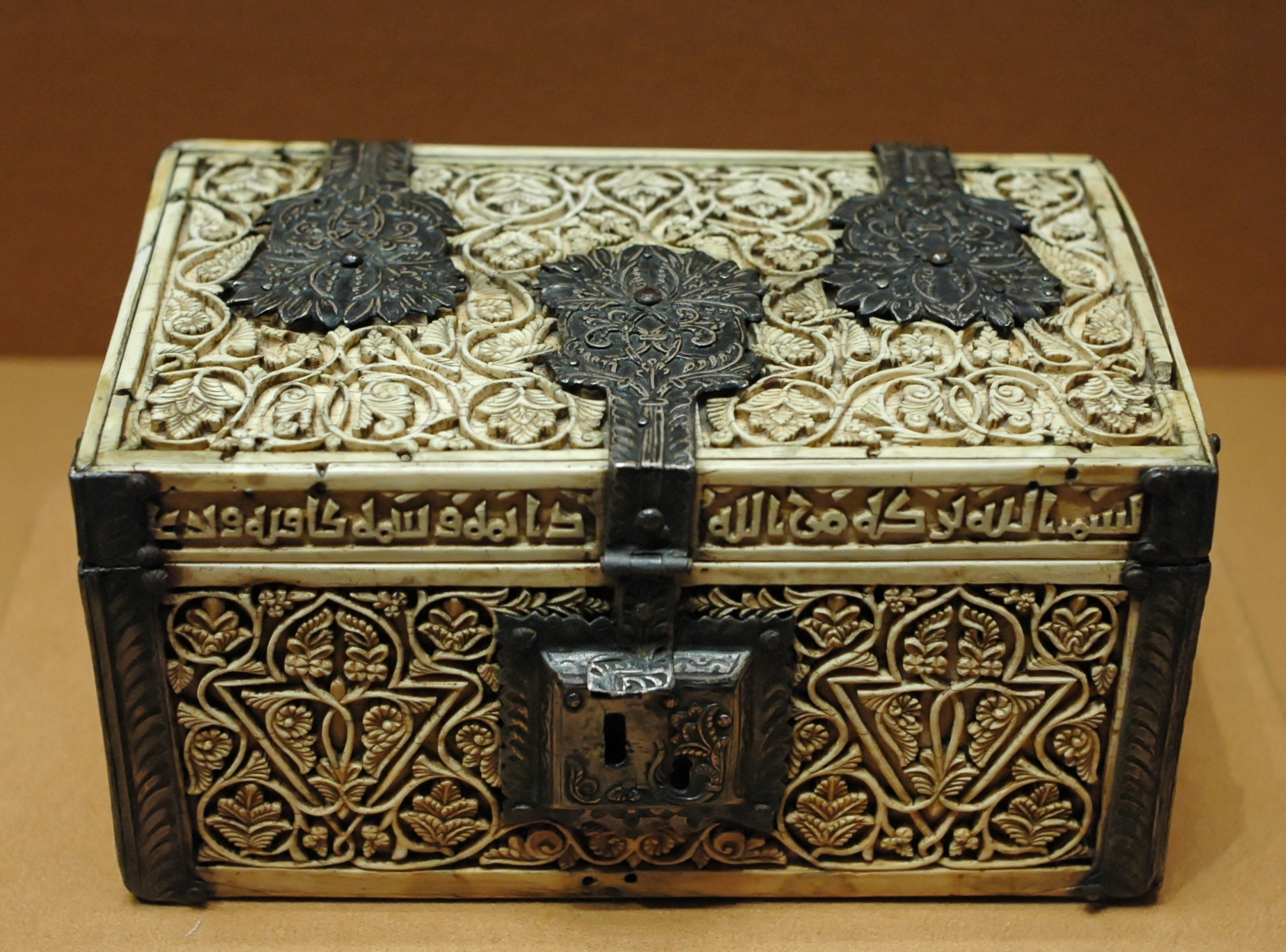
Cassa di avorio e argento con decorazioni intarsiate (Madīnat al-Zahrāʾ)

Nel 961 al-Ḥakam II succedette a suo padre e si fece attribuire il laqab: al-Manṣūr bi-llāh (Colui che è reso vincitore da Dio). A differenza di suo padre, per governare si appoggiò (il che gli permise di dedicarsi alla sua attività preferita, la letteratura) a due personaggi di corte: il generale Ghālib, un liberto di origine slava e il ciambellano al-Mushafi, che assieme alla concubina Aurora, esercitavano l'effettivo controllo del governo.
Nel 962, al-Ḥakam II dichiarò guerra a tutti i regni (e le contee) cristiani. Dopo la conquista di San Esteban de Gormaz, Atienza e Calahorra, obbligò a chiedere la pace il conte di Castiglia, Fernán González, il re di Navarra, Garcia Sanchez, il re del León, Sancho I, e infine i conti di Barcellona, Mirò e il fratello Borrell II (963).
Continuò la politica del padre per contrastare la potenza fatimide in Nordafrica. I Fatimidi avevano posto la capitale a Qayrawan, ma nel 969, dopo la conquista dell'Egitto, trasferirono la loro capitale al Cairo, allentando la pressione sull'Ifriqiya. A contrastare al-Ḥakam II rimase la dinastia idriside, con l'emiro al-Hasan b. Gannūn. Nel 972, per ripristinare l'influenza omayyade in Ifriqiya, il califfo inviò un primo esercito e poi, nel 974, un secondo al comando del generale Ghālib che, infine, sottomise l'emiro idriside.
Nel 966, i Vichinghi attaccarono Lisbona, portando la scompiglio in tutta l'area della foce del Tago. Fu inviata la flotta di Siviglia che li intercettò e li sconfisse duramente. al-Ḥakam II, allora fece costruire ad Almería una seconda flotta, con navi più adatte al combattimento distante dalla costa, e fu posta di stanza nella stessa Almería. Nel 971, i Vichinghi fecero una scorreria su Siviglia, risalendo il Guadalquivir; il califfo fece allora uscire la flotta di Almería, che unitamente a quella di Siviglia chiuse nelle anse del fiume le navi vichinghe, che furono annientate.
Il generale Ghālib, rientrato dal Marocco nel 974, pose fine agli attacchi cristiani del nuovo conte di Castiglia, García Fernández, che aveva attaccato i castelli di Deza e Sigüenza, sconfiggendolo nella battaglia di Langa. Il nuovo re di León, Ramiro III, che aveva attaccato San Esteban de Gormaz, fu sconfitto nella battaglia di Estercuel.
L'apogeo (che durò circa 30 anni) del califfato omayyade fu raggiunto probabilmente con il regno di al-Hakam II, sotto il quale la capitale andalusa raggiunse il mezzo milione di abitanti su un'area estesa per 5 000 ettari, diventando così la seconda città dell'emisfero boreale e la più importante città dell'intera Europa centro-occidentale (Parigi era la seconda città, ma contava a stento i 100 000 abitanti, mentre Costantinopoli è esclusa da questo calcolo).
La Biblioteca califfale aveva 400 000 volumi (molti dei quali raccoglievano più opere) e un privato ne aveva addirittura 500 000.
La città era dotata di sistemi fognari efficienti e l'acqua giungeva anche ai piani alti delle abitazioni. Le moschee erano 700 e i bagni pubblici (ḥammām) 300. Esisteva da tempo un ospedale pubblico che fungeva da università per i medici, la cui capacità era nota e apprezzata in tutta l'Europa. Inoltre si interessò dei lavori della Grande moschea di Cordova, la Mezquita, tra il 962 e il 966, e nei dintorni di Cordova, completò, nel 976, la residenza reale di Madīnat al-Zahrāʾ (la città di Zahrāʾ), iniziata, nel 936, da ʿAbd al-Raḥmān III. Infine il famoso scienziato, fisico e soprattutto medico Abu al-Qasim al-Zahrawi (Abulcasis) fu attivo alla corte di al-Hakam, durante il suo regno. Inoltre il califfo invitò a Cordova parecchi studiosi orientali perché vi tenessero conferenze e per favorire gli studenti poveri dispose dei lasciti per i professori che insegnavano a Cordova.

#### Hishām II ibn al-Ḥakam
Ad al-Ḥakam II succedette Hishām II, che aveva solo 11 anni, sotto la reggenza della madre Aurora, con il generale Galib, comandante dell'esercito, Yaáfar al-Mushafi primo ministro o hajib (ciambellano) e nominò visir Almanzor. Almanzor è il nome dato dai cristiani a Muhammad ibn Abī ‘Āmir al-Manṣūr bi-llāh, dal cui nome è chiamato questo periodo "ciambellanato ‘āmride".
Nel 978 Almanzor fu nominato hajib (primo ministro o ciambellano) e, poco dopo, divenne anche responsabile dell'esercito e quindi relegò il califfo Hisham II nel palazzo reale di Madinat al-Zhara e in pratica governò autonomamente.

##### Almanzor

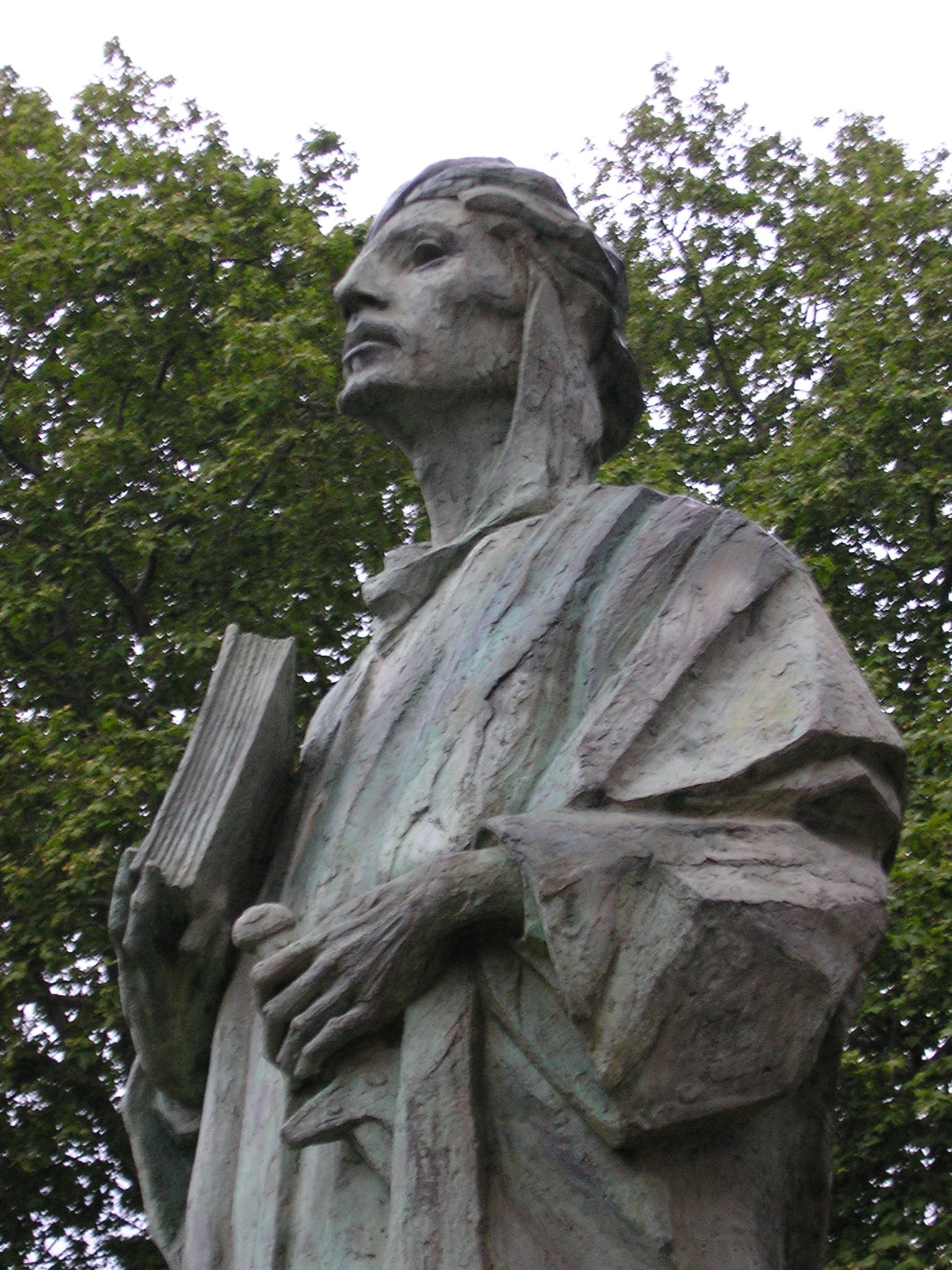
Statua di Almanzor eretta ad Algeciras nell'estate del 2002, in commemorazione del millenario della sua morte

Almanzor (Muhammad ibn Abī ʿĀmir al-Manṣūr bi-llāh) dapprima si guadagnò una grande reputazione di ortodossia presso i fuqahāʾ, ordinando di bruciare tutti i libri di argomento filosofico della biblioteca del califfo; quindi decise di riformare l'esercito. L'esercito di al-Andalus era, da sempre, a carattere tribale, cioè ciascuna tribù si raccoglieva intorno al suo capo e al suo stendardo. Il principale obiettivo era il bottino: quando il bottino veniva giudicato sufficiente l'esercito si ritirava. Già i primi califfi avevano cercato di cambiare questo sistema, ma gli arabi si opponevano. Allora Almanzor arruolò molti berberi che fece venire, soprattutto dalla zona di Ceuta; inoltre arruolò parecchi cristiani, attratti dall'ottima paga, dal León, dalla Castiglia e dalla Navarra. Infine formò nuovi reggimenti che non rispondevano più al capotribù, ma ai loro rispettivi comandanti.
La ristrutturazione dell'esercito durò circa tre anni, così come la lotta contro il generale Ghālib, che era anche suo suocero e che alla fine venne ucciso in battaglia. Quindi, dal 981, Almanzor fu di fatto sovrano di al-Andalus, poiché oltre che hajib, fu anche responsabile unico dell'esercito.
Almanzor, nel 981, marciò contro le truppe cristiane della coalizione anti-islamica formata da León, Castiglia e Navarra, condotte rispettivamente da Ramiro III, García Fernández e Sancho Abarca, e le sbaragliò nella battaglia di Rueda, 40 km circa a sud-est di Simancas. Al ritorno da questa campagna Almanzor assunse e si fece attribuire il laqab con cui è noto: al-Manṣūr bi-llāh (Colui che è reso vincitore da Dio).
Nel 984, Almanzor inviò in aiuto al nuovo re del León, Bermudo II delle truppe per domare la rivolta dei nobili leonesi. Sconfitti i ribelli, i soldati di Almanzor rimasero nel regno, che quindi dal 985 fu tributario di al-Andalus.
Tra il 981 e il 1002 organizzò diverse campagne militari sia in Maghreb sia nella penisola iberica. Oltre le due citate le principali furono:
- 981 - Zamora
- 985 - Barcellona, quando Manresa fu rasa al suolo
- 987 - Coimbra
- 988 - Sahagún ed Eslonza
- 997 - Santiago di Compostela
- 999 - Pamplona
- 1002 - San Millán de la Cogolla

Nello stesso periodo, Aurora, che ormai odiava Almanzor, spinse il figlio Hisham II a chiedere l'aiuto del viceré del Marocco, Ziri ibn Atiya, per destituire Almanzor. Questi non si fece sorprendere, ma sbarcato a Ceuta, nel 998, sconfisse Ziri e annetté il vicereame ad al-Andalus.
Dimostrò tutta la sua brutalità, tanto in battaglia (ma fu idolatrato dai suoi soldati che portava invariabilmente alla vittoria) tanto alla corte del califfato (sia col suocero sia con gli altri nemici). Però fu amante delle lettere. Fu anche protettore delle scienze, specialmente della medicina. Governò bene curando gli interessi materiali del suo paese e amministrò severamente la giustizia. Prima di morire nominò suo successore il figlio Abd al-Malik al-Muzaffar.

##### al-Muzaffar
Nel 1002, alla morte del padre, gli succedette sia come hajib (ciambellano) o primo ministro, sia come comandante dell'esercito, mentre il califfo Hishām II, in pratica non aveva alcun potere. Continuò la politica paterna, riportando numerose vittorie sui reami cristiani e mantenne su di essi l'egemonia, obbligando i loro sovrani a rispettare le tregue e ad accettarlo come arbitro nelle loro dispute. In politica interna dovette affrontare alcune rivolte che represse rapidamente, con energia. Morì nei pressi di Cordova, nel 1008, probabilmente avvelenato dal proprio fratellastro, Abd al-Rahman Sanchuelo, che gli succedette.

##### Sanchuelo
Nel 1008, alla morte di al-Muzaffar, gli succedette sia come hajib (ciambellano) o primo ministro, sia come comandante dell'esercito, mentre il califfo Hisham II non solo continuava a non avere alcun potere, ma addirittura nominò Sanchuelo suo erede. Questo fatto creò parecchio malcontento, ispirato dai fuqaha', nel popolo di Cordova che era molto affezionato agli omayyadi. Nel 1009, mentre Sanchuelo era impegnato in una campagna militare in León contro il re Alfonso V, una rivoluzione spodestò Hisham II e pose sul trono un altro omayyade, al-Mahdi. Quando Sanchuelo rientrò a Cordova, fece imprigionare al-Mahdi e in seguito lo mise a morte il 4 marzo 1009. Con la sua morte la dinastia degli Amiridi cadde, e in al-Andalus s'innescò una guerra civile che in due decenni portò alla caduta e allo smembramento del Califfato di Cordova.

#### La guerra civile e gli ultimi califfi
Hisham II fu arrestato e tenuto segretamente in prigione dal nuovo califfo, al-Mahdi. al-Mahdi era alleato con il conte di Barcellona Raimondo Borrell III, che nel maggio del 1010 conquistò Cordova, che fu messa a sacco dai Catalani. Hisham II fu liberato alcuni mesi dopo da Sulaymān ibn al-Ḥakam, "al-Mustaʿīn", alleato del conte di Castiglia Sancho Garcés, che lo rimise sul trono per poche settimane per poi spodestarlo. Hisham II, pochi mesi dopo tornò al califfato, per l'ultima volta, per altri tre anni circa. Sulayman continuò la guerra e il suo alleato, il conte di Castiglia, Sancho Garcés poté recuperare le fortezze che Almanzor aveva conquistato.
Nel 1013, Sulayman entrò in Cordova, dove permise il saccheggio a berberi e castigliani. Depose Hisham II, che presumibilmente fu ucciso dai berberi nel maggio di quello stesso anno. Nei venti anni di guerra civile, furono poste le basi per i regni di Taifa, mentre al governo si alternarono sei califfi della dinastia omayyade e tre della dinastia hammudita.
L'aristocrazia di Cordova, nel 1025, nominò per la prima volta un consiglio di Stato per governare la città in assenza di un califfo. Dopo circa sei mesi però il consiglio di Stato si rivolse a Yahya ibn Ali, affinché tornasse a Cordova e accettasse di essere rieletto califfo.
Nel giugno del 1027, dopo un anno di sede vacante fu eletto l'ultimo califfo: Hisham III. Nel 1031 ci fu un sollevamento popolare che portò alla deposizione, cattura e reclusione del califfo. Gli subentrò nel potere un nuovo consiglio di Stato che decretò la soppressione del califfato. Così il consiglio di Stato divenne permanente e avrebbe dovuto governare su tutto il territorio di al-Andalus. Di fatto, alcune potenti famiglie, nelle loro terre di competenza, erano già indipendenti. Era iniziato il periodo conosciuto come primo periodo dei Regni di Taifa.

### Prima Taifa

I regni cristiani e i regni di Taifa nel 1037

Con il termine regni di Taifa sono stati designati gli Stati nati in al-Andalus durante la dissoluzione (iniziata con l'abdicazione del califfo di Cordova, Hishām II, nel 1009, che aprì un periodo di anarchia, con nove califfi in circa vent'anni) e la seguente abolizione del califfato della dinastia degli Omayyadi, nel 1031, con la deposizione di Hishām III.
Durante il periodo di anarchia si resero indipendenti dal califfato: Almería, Murcia, Alpuente, Arcos, Badajoz, Carmona, Dénia, Granada, Huelva, Morón, Silves, Toledo, Tortosa, Valencia e Saragozza. Quando l'ultimo califfo, Hishām III, fu deposto e a Granada fu proclamata la repubblica, tutte le province di al-Andalus, che ancora non lo erano, si autoproclamarono indipendenti e furono rette da famiglie arabe, berbere o di origine slava.
Taifa indicava la base familiare e tribale di questi regni; ogni taifa, all'inizio, si identificò con una famiglia, clan o dinastia: così si ebbe la taifa degli Amiridi (discendenti di Almanzor) a Valencia; i Tugibidi a Saragozza; gli Aftasidi a Badajoz; i Birzalidi a Carmona; gli Ziridi a Granada; gli Hammudidi ad Algeciras e a Malaga; e gli Abbadidi a Siviglia.
Con il passare degli anni i regni di Taifa di Siviglia (che aveva conquistato tutta l'Andalusia occidentale e parte di quella orientale), Badajoz, Toledo e Saragozza, costituirono le potenze islamiche della penisola iberica. Non avendo le truppe necessarie, i regni di Taifa assoldavano truppe mercenarie, che si trovavano nella penisola iberica, quindi provenienti anche dai regni cristiani (che servendo re musulmani, combattevano anche contro i regni e le contee cristiane), oppure provenienti dal Maghreb.
Questi regni arrivarono a essere più di trenta (sino a trentanove) e il loro numero proporzionale alla loro debolezza fu uno dei fattori che favorì la Reconquista cristiana della Spagna, che ebbe un notevole impulso durante l'XI secolo. I regni di Taifa si mantennero indipendenti per tutto l'XI secolo, sino all'inizio del XII secolo, quando l'impero almoravide del Maghreb li conquistò e li inglobò.

### Impero almoravide

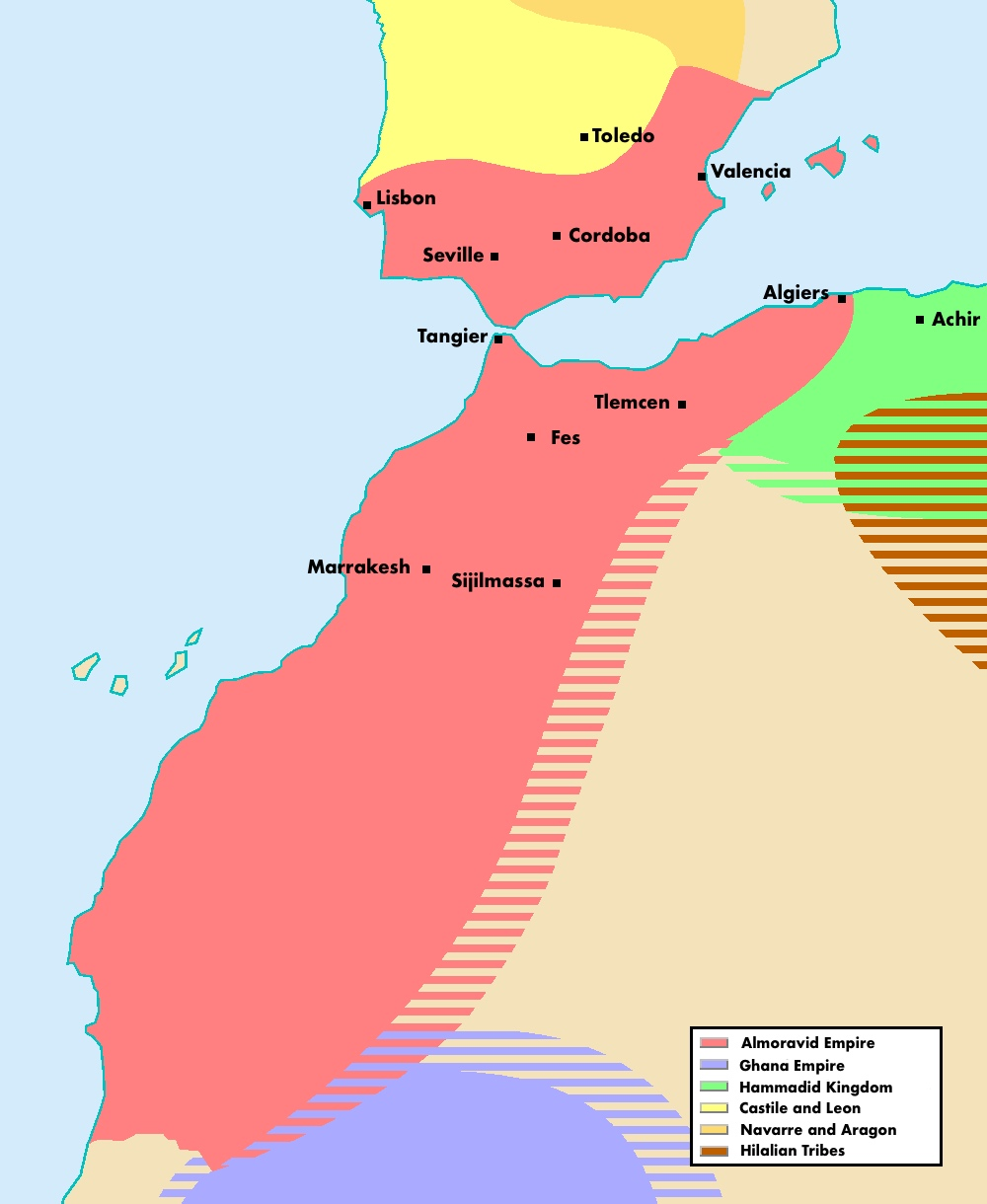
Il dominio almoravide nel 1120

Su richiesta degli Emiri di Siviglia, Badajoz, Granada e Cordova, che erano divenuti tributari dei Regni di León e di Castiglia, pur senza alcun accordo formale, e senza il consenso del cugino, l'emiro Abu Bakr, che reggeva il sultanato almoravide in Maghreb al-Aqsa (attuale Marocco), Yūsuf Ibn Tāshfīn, uno dei condottieri degli Almoravidi, salpò dal Marocco, attraversò lo stretto di Gibilterra e occupò Algeciras. Avanzò poi sino a Siviglia e si unì alle truppe dei succitati emirati, a cui si erano aggiunte le truppe di Almería. Nell'ottobre del 1086 sconfisse Alfonso VI di Castiglia nella battaglia di al-Zallaqa, nei pressi di Badajoz, obbligando i cristiani a ritirarsi dalla regione di Valencia e a togliere l'assedio a Saragozza. L'avanzata almoravide fu fermata dall'improvviso ritorno in Maghreb di Yūsuf ibn Tāshfīn, diventato sultano degli Almoravidi (praticamente di tutto il Maghreb).
Yūsuf ibn Tāshfīn ritornò in al-Andalus nel 1090 e pose l'assedio al castello di Aledo, senza riuscire a conquistarlo. Venne raso al suolo e abbandonato da Alfonso VI, che ormai lo considerava indifendibile. Nonostante questa vittoria l'avanzata verso i regni cristiani si fermò, perché Yūsuf, soddisfatto per le vittorie e spinto dalla bramosia (delle ricchezze offerta dalle fertili terre della penisola iberica) di altri suoi seguaci, si dedicò alla conquista dei regni musulmani. Accusando gli emiri di al-Andalus di avere comportamenti anti-islamici, di avere uno stile di vita troppo lussuoso e stravagante e di opprimere le popolazioni con tasse pesanti per permettersi quello stile di vita, conquistò tutta la Spagna islamica.

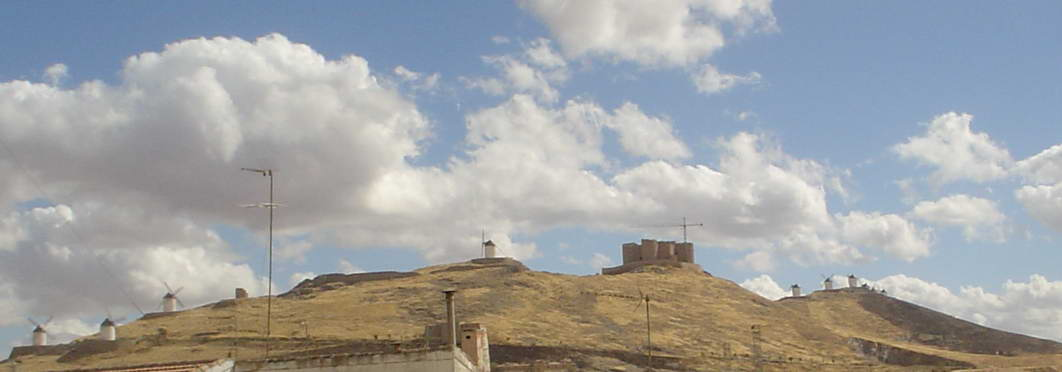
Castello di Consuegra con i mulini circostanti

Dopo la conquista dell'Andalusia, nel 1093, avanzò verso i regni di Toledo e Valencia, ma in quest'ultima città dovette scontrarsi con il Cid, che nel frattempo era diventato signore della città e che la difese strenuamente, impedendo a Yūsuf di conquistarla.
A Toledo, invece, arrivò al confine con la Castiglia dove, nel 1097, le truppe castigliane contrattaccarono gli Almoravidi, riuscendo a occupare il castello di Consuegra, che tennero per otto giorni Tuttavia, nella battaglia del 15 agosto 1097, le truppe di Yūsuf, nuovo emiro di Cordova, ebbero la meglio su quelle di Alfonso VI. Yūsuf ibn Tāshfīn, dieci mesi dopo, nel giugno del 1098, tornò definitivamente nella città che aveva fondato, a Marrakech, nel Maghreb, lasciando che la guerra nella penisola iberica fosse continuata dal figlio ʿAlī ibn Yūsuf.
ʿAlī proseguì nella conquista dei regni di Regni di Taifa, che portò a termine nel 1111, dopo che, nel 1106, succedendo a suo padre, era divenuto emiro del Maghreb al-Aqsa e di al-Andalus.
Nel 1108, ottenne un'importante vittoria sui Castigliani a Uclés, nella regione di Cuenca: morirono Sancho, il figlio, ancora bambino, del re di Castiglia Alfonso VI e molti nobili castigliani.
Dal 1125, gli Almoravidi, sconfitti in battaglia dai nuovi protagonisti berberi maghrebini, gli Almohadi (ossia "Unitari"), cominciarono a perdere territori in favore degli Almohadi e nei venti anni che seguirono l'impero almoravide maghrebino cadde nelle mani degli Almohadi, mentre dal 1140 in al-Andalus le famiglie più potenti si rendevano indipendenti e parecchi territori non ubbidivano più agli Almoravidi. ʿAlī morì nel 1143. Gli succedette il figlio Tāshfīn ibn ʿAlī, ma ormai i suoi possedimenti erano ridotti quasi alla sola al-Andalus.

### Seconda Taifa
Con il dissolvimento dell'impero almoravide, si ebbe un secondo periodo di regni di Taifa tra il 1144 e il 1172, prima che si imponesse, sempre proveniente dal Maghreb, un altro impero, quello degli Almohadi. L'emiro Tāshfīn, dopo che nel 1144, aveva perso anche Cordova, tentò di riconquistare l'emirato di al-Andalus, ma fu sconfitto e perse la vita in battaglia.
A parte l'isola di Maiorca, che si era resa indipendente già nel 1126 e si mantenne libera sino alla conquista aragonese del 1228, gli altri regni di Taifa divennero indipendenti dagli Almoravidi dopo il 1144, per essere ben presto sottomessi dagli Almohadi (Silves, 1151, Mértola, 1151, Granada, 1154, Cordova, 1148, Beja, 1150 ed Évora, 1150) e il 1145 (Valencia, 1172, Niebla, 1150, Murcia, 1172, Malaga, 1145, Badajoz, 1150 e Almería, 1155).
Come per la prima Taifa anche la seconda favorì la Reconquista cristiana della Spagna, che ebbe un impulso alla metà del XII secolo.

### Impero almohade

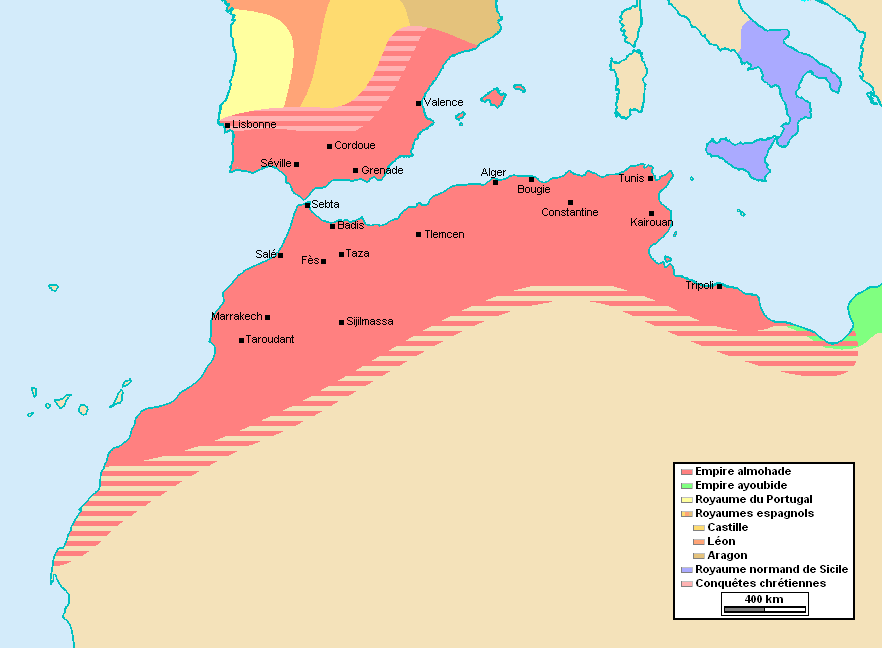
Il dominio almohade attorno all'anno 1200

I rivoluzionari berberi che avevano assunto il nome di Almohadi (gli unitari), e tra il 1125 e il 1145 avevano conquistato l'impero almoravide e tutto il Maghreb, sbarcarono in al-Andalus e in pochi anni, conquistarono tutti i regni musulmani della penisola iberica che non erano stati conquistati dai regni cristiani, cominciando dal regno di Málaga. ʿAbd al-Mùʾmin si proclamò califfo e comandante dei credenti nel 1146, rinnegando così la sovranità degli Abbasidi, e impose il principio di ereditarietà dinastica. Estese la sua autorità sul Bilād al-Andalus occidentale (presa di Cordova nel 1148 e di Granada nel 1154). Così suo figlio, Abū Yaʿqūb Yūsuf I (1163–1184), poté succedergli e continuò la conquista dei regni musulmani di Taifa di al-Andalus, completandola nel 1172. Suo figlio Abū Yūsuf Yaʿqūb al-Mansūr, «il Reso vittorioso [da Dio]» (1184–1199), terzo califfo, continuò la sua opera e infliggendo nel 1195 una sconfitta ad Alfonso VIII di Castiglia nella battaglia di Alarcos, impedì al re di Castiglia di proseguire nella Reconquista per una ventina d'anni.
Gli Stati cristiani di Spagna (Castiglia, León, Aragona e Navarra) e del Portogallo allora si organizzarono per la Reconquista, mettendo a tacere le loro dispute, e inflissero al califfo almohade Muhammad al-Nasir il disastro della battaglia di Las Navas de Tolosa (16 luglio 1212). Fu la svolta decisiva per la Reconquista, che da allora progredì a grandi passi: Cordova, la città simbolo dell'Islam spagnolo, cadde nel 1236, Valencia nel 1238 e Siviglia nel 1248.
Comunque il sultanato almohade, dopo Las Navas de Tolosa, in pochi anni perse l'autorità su al-Andalus, permettendo così un terzo periodo di regni di Taifa, di breve durata, che terminò con la fondazione del Sultanato di Granada per opera della dinastia nasride.
Califfi almohadi di al-Andalus:
- ʿAbd al-Muʾmin 1145–1163
- Abū Yaʿqūb Yūsuf 1163–1184
- Abū Yūsuf Yaʿqūb al-Manṣūr 1184–1199
- Muhammad al-Nāṣir 1199-1213
- Yūsuf al-Mustanṣir 1213–1223
- Abd al-Wahid I 1223
- Abū Muḥammad ʿAbd Allāh al-ʿĀdil 1223–1227
- Abū al-ʿAlāʾ Idrīs al-Maʾmūn 1227–1233

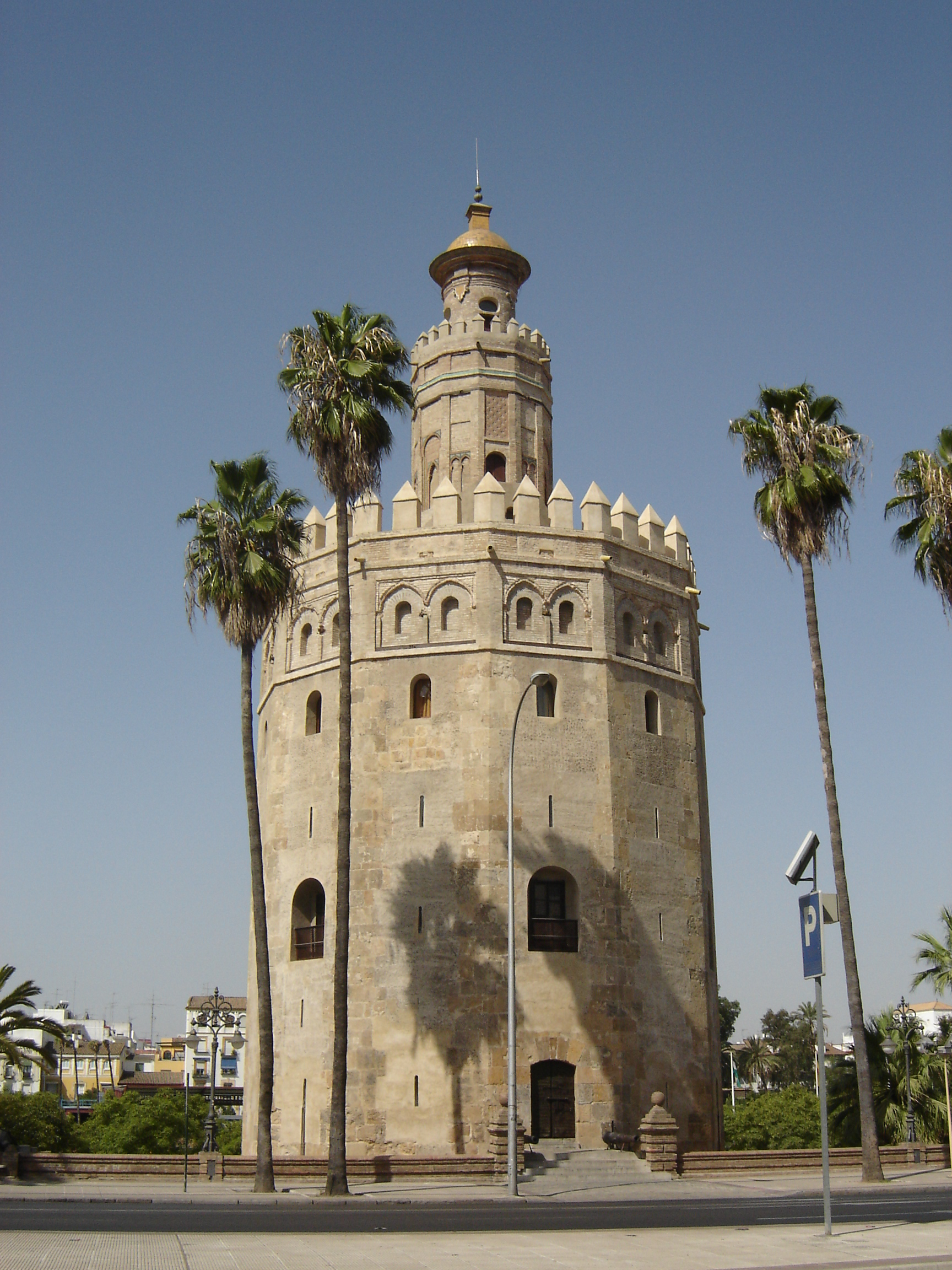
La Torre del Oro di Siviglia costruita su ordine del califfo almohade Abū Yūsuf Yaʿqūb al-Manṣūr
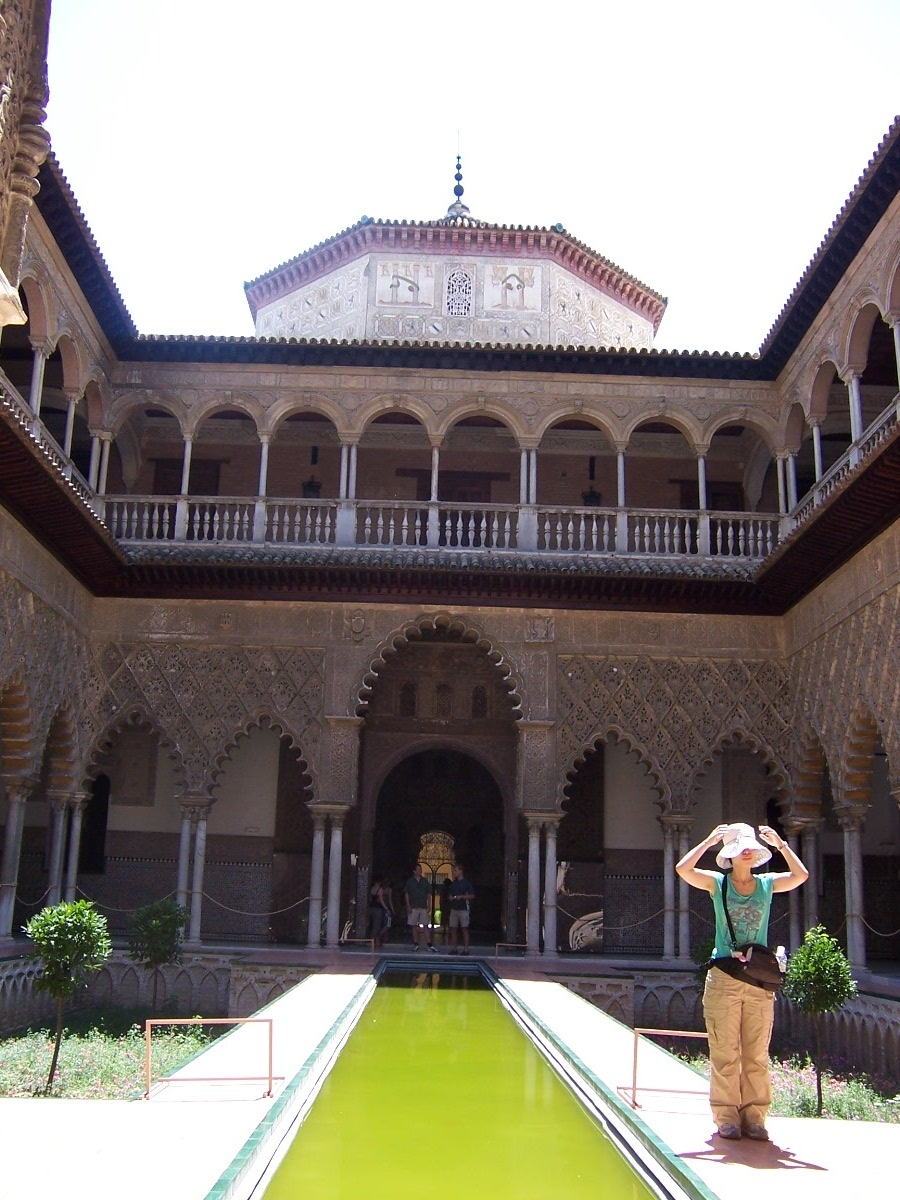
Patio de las Doncellas, Alcázar di Siviglia, di epoca almohade
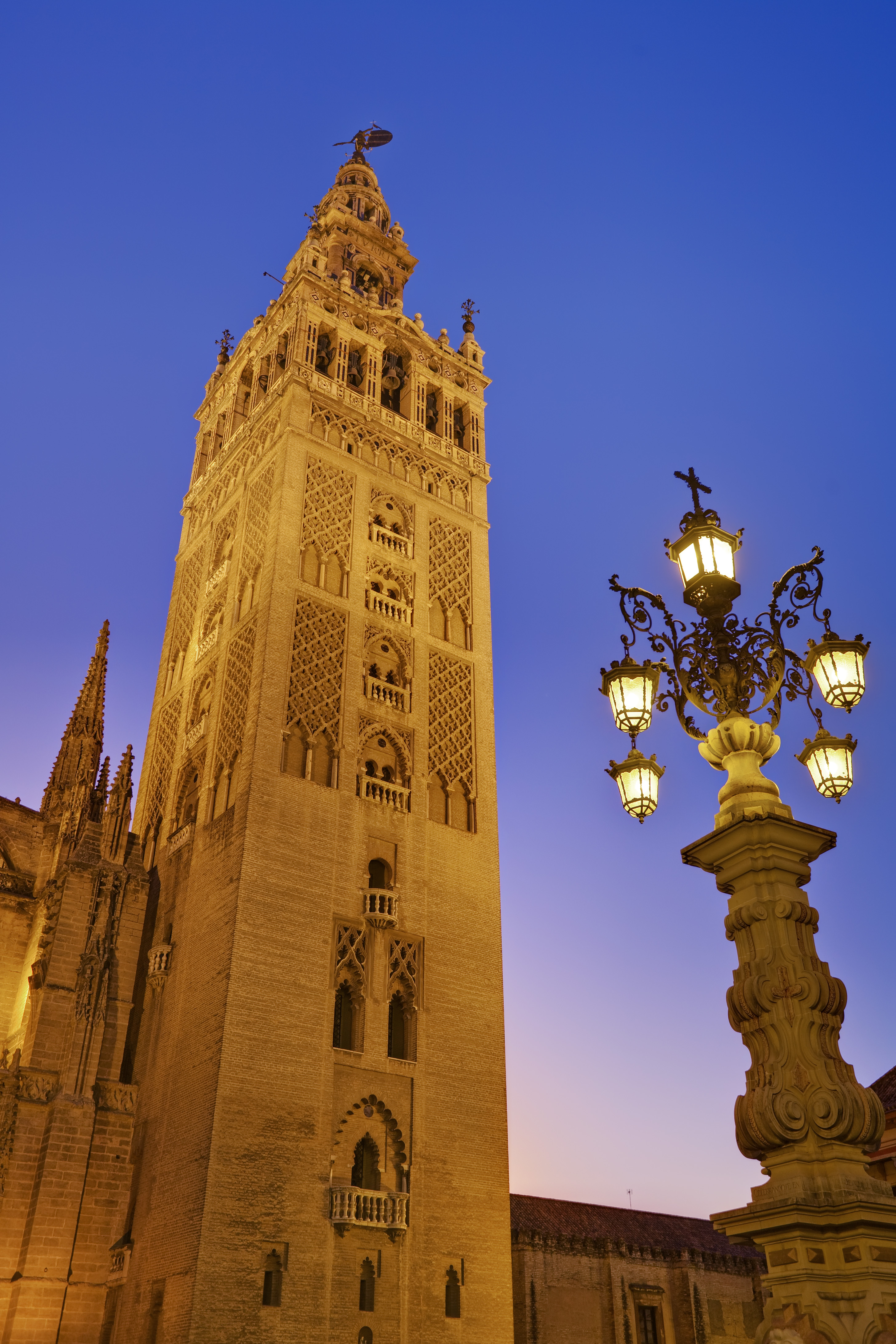
La Giralda di Siviglia, di epoca almohade

### Terza Taifa e Sultanato di Granada

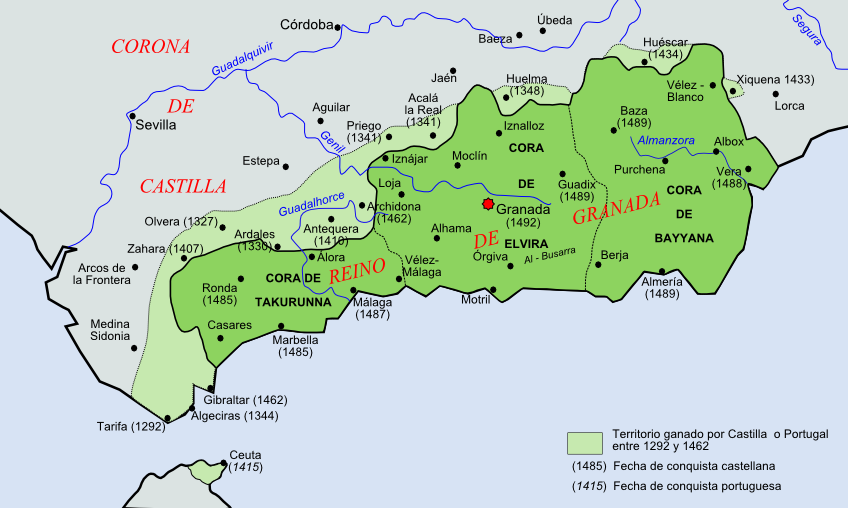
Evoluzione territoriale del Sultanato di Granada (l'ultimo Stato islamico della penisola iberica) dagli inizi del XIV secolo alla sua fine nel 1492

Con la caduta, nel 1228, dell'ultimo califfo almohade di al-Andalus, si formarono immediatamente dei nuovi regni, oltre a Minorca, che aveva resistito alla conquista aragonese, a partire da Murcia, nel 1228, Valencia, nel 1229, Niebla, nel 1234, Granada, nel 1237, Orihuela, nel 1239 e Lorca, nel 1240, che ovviamente agevolarono la Reconquista.

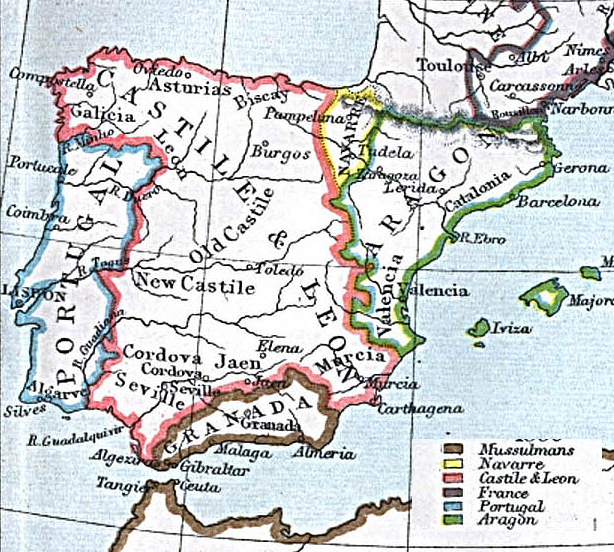
Situazione della penisola iberica nel 1360

A parte il regno nasride di Granada, che riuscì a espandersi in poco tempo, fondando il Sultanato di Granada, gli altri regni ebbero una breve durata e furono conquistati e inglobati dal Regno di Aragona (Valencia, 1238 e Minorca, 1287) e nel Regno di Castiglia (Orihuela, 1250, Niebla, 1262, Lorca, 1265 e Murcia, 1266). Solo il Sultanato di Granada, durerà a lungo e capitolerà il 2 gennaio 1492, segnando il trionfo della Reconquista.
La dinastia nasride di Granada ebbe il suo capostipite con Muhammad ibn Nasr, che, nel 1232, fu proclamato sultano dalle oligarchie di Guadix, Baza, Jaén, Malaga e Almería. Nel 1234 si dichiarò vassallo di Cordova, che però fu conquistata, nel 1236, da Ferdinando III di Castiglia; allora Muhammad, nel 1237 si fece eleggere sultano di Granada, facendo un patto con Ferdinando III, riconoscendosi suo vassallo. Nel 1246, fece un altro trattato con Ferdinando III, stabilendo un'alleanza per aiutarlo a conquistare Siviglia e riconoscendosi suo vassallo.
Dal 1275, la dinastia dei Merinidi, dinastia regnante nel Maghreb al-Aqsa (Marocco) partecipò attivamente alle lotte dei Nasridi del Sultanato di Granada contro gli attacchi dei regni cristiani della penisola iberica. Nel XIV secolo i Merinidi tentarono anzi di estendere il loro dominio sulla penisola, riuscendo a riconquistare Gibilterra e una parte dell'Andalusia (1333), ma furono fermati all'assedio di Tarifa. Con la sconfitta subita, assieme al loro alleato, il Sultano di Granada, Yūsuf I, alla battaglia del rio Salado (detta anche battaglia di Tarifa), il 4 aprile del 1340, per opera di truppe castigliane e portoghesi, dovettero abbandonare definitivamente la penisola iberica.

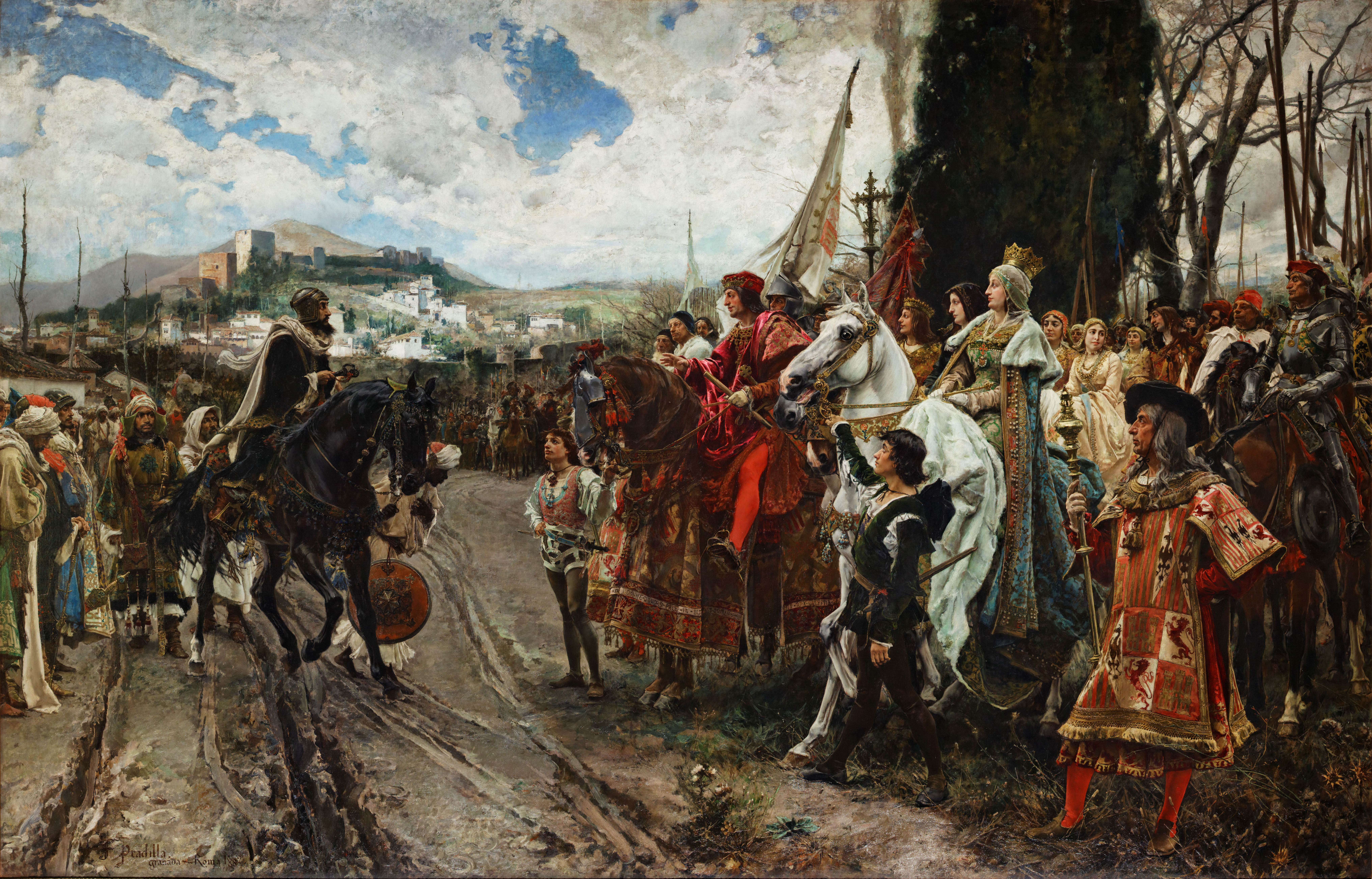
La resa di Granada di Francisco Pradilla Ortiz

Nei circa 140 anni successivi, pur essendovi sempre uno stato di belligeranza tra il Regno di Castiglia e il sultanato, le campagne militari non furono molte e l'arretramento territoriale del sultanato di Granada fu molto contenuto. A partire dal 1481, Ferdinando II di Aragona, marito di Isabella di Castiglia, la regina di Castiglia, si occupò della conquista del regno dei Nasridi. Fu una guerra d'assedio che terminò nel 1492, con la capitolazione dell'ultimo ridotto musulmano della penisola iberica. Il 2 gennaio 1492, Granada si arrese, dopo sei mesi di assedio, e Isabella vi entrò vittoriosa con il crocifisso in mano (come spesso viene rappresentata), completando così la Reconquista.

## Il Gharb al-Andalus
Gharb al-Andalus significa in arabo "l'Occidente di al-Andalus" ed è appunto il nome che fu dato dai musulmani alla zona occidentale dell'al-Andalus, corrispondente a gran parte del territorio del Portogallo. Le dinastie musulmane controllarono e governarono questi luoghi dal 711 al 1249, anno della conquista di Faro da parte del re portoghese Alfonso III. La futura capitale lusitana, Lisbona (in arabo al-Ušbūnah), era stata precedentemente conquistata da Alfonso I del Portogallo nel 1147.
Altre città importanti del Gharb al-Andalus furono Coimbra, Silves, Mértola e Badajoz. Con la fondazione di quest'ultima nell'875 da parte di Ibn Marwān, il quale estese la sua influenza su questa regione, ebbe inizio un periodo di relativa autonomia del Gharb al-Andalus dall'emirato omayyade, che durò fino all'istituzione del Califfato di Cordova.
Per quel che riguarda Silves, questa città ospitò alcuni poeti dell'al-Andalus, tra i quali al-Mu'tamid (1040-1095), che fu anche re della Taifa di Siviglia. Alcuni filosofi e mistici del Gharb al-Andalus, tra i quali al-ʿUryābī (anche noto come al-'Urianī) e al-Mīrtulī, ebbero un ruolo nella formazione di Ibn ʿArabī (1165-1240), importante mistico sufi e metafisico nato a Murcia.